# Сліпак Василь Ярославович
Васи́ль Яросла́вович Сліпа́к (20 грудня 1974, Львів — 29 червня 2016, Луганське, Бахмутський район, Донецька область, Україна) — всесвітньо відомий український оперний співак, соліст Паризької національної опери, волонтер, учасник Революції гідності та бойових дій на сході України. Позивний Міф. Загинув у бою від кулі снайпера. Кавалер ордена «За мужність» І ст. (2016, посмертно), Герой України (2017).

## Життєпис
Народився Василь у місті Львові 20 грудня 1974 року. Співати почав рано. Як і будь-яка дитина, був присутній на усіх домашніх святкових гостинах, які не обходилися без пісень. Полюбив ці мелодії, вони запали йому в душу. Шестирічним на сільському весіллі заспівав пісню тріо Мареничів «Тиша навкруги» (сл. і муз. Олександра Богачука).
У сім'ї ніхто професійно не був пов'язаний із музикою. Мати Надія Василівна працювала у конструкторському бюро, батько Ярослав Володимирович був спеціалістом виробничого підрозділу, старший брат Орест Ярославович, лікар за освітою. Але унікальний голос був у дідуся, на честь якого батьки назвали сина. Тому вважається, що талант Василя — від нього.
Із 1981 по 1991 роки навчався у Львівській школі № 46.

### Вихованець хорової капели «Дударик»
Усе в житті було пов'язано зі співом. У 1983 році, коли йому було 9 років, старший брат Орест відвів до Львівської хорової капели «Дударик», де Василь співав по 1994 рік. Саме Микола Кацал, керівник капели, став першою знаковою постаттю у творчості Василя Сліпака.
Світогляд, смак майбутнього оперного співака формували репертуарні твори українських композиторів, котрі представляють «золоту добу» розвитку жанру хорового концерту a capella другої половини XVII — першої половини XVIII століття, а саме: концерти Дмитра Бортнянського, Артема Веделя, Максима Березовського; колядки і щедрівки в обробках українських композиторів — Миколи Лисенка, Миколи Леонтовича, Кирила Стеценка, Олександра Кошиця. «Дударик» також виконував «Stabat Mater» Дж. Перґолезі, «Carmina Burana» К. Орфа, Реквієм В. А. Моцарта, IX Симфонію Л. В. Бетховена, III Симфонію Kaddish («Каддиш») Л.Бернстайна та безліч ораторіальних полотен.[опосередковано]
«Дударик» записав ряд платівок, компакт-касет та компакт-дисків, а також десятки концертних програм на радіо і телебаченні. У 1989 році колективові була присуджена Шевченківська премія.[опосередковано]
Становлення Василя Сліпака як оперного співака відбувалося в оточенні професіоналів, що є важливою складовою системи професійної підготовки, сприяє формуванню манери виконання і розвитку особистості.[на чию думку?]
Зокрема, 19 травня 1985 року з нагоди 300-річчя з дня народження Й. С. Баха у Львівській обласній філармонії відбувся спільний концерт «Дударика» із Людмилою Божко (сопрано), народною артисткою України, Наталією Свободою (мецо-сопрано), заслуженою артисткою України, Володимиром Ігнатенком (тенор), заслуженим артистом України.[опосередковано]
1 і 2 лютого 1986 року спільні концерти «Дударика» із Ніною Матвієнко, народною артисткою України, В. Ковальською та В. Півновим, лауреатами республіканських конкурсів.[опосередковано]
У Будинку звукозапису Українського радіо 13 листопада 1987 року «Дударик» спільно з Ніною Матвієнко зробив фондовий запис українських народних колискових пісень.[опосередковано]
30 грудня 1988 року, 5 січня 1989 року у Львівському театрі опери та балету ім. І. Франка (тепер — Львівський національний академічний театр опери та балету імені Соломії Крушельницької) та 14 січня 1989 року у Колонному залі Київської Державної філармонії відбулися концерти хорової капели спільно з Ніною Матвієнко та тріо «Золоті ключі».[опосередковано]
У червні — липні 1990 року капела із солістом В. Сліпаком вирушила у гастрольний тур містами США — Детройт, Рочестер (Нью-Йорк), Клівленд, Піттсбург, Філадельфія, Кергонксон (виступ у центрі Союзівка), Чикаго, Міннеаполіс, а також Канади — Торонто, Реджайна, Саскатун, Тандер-Бей, Садбері, Паувел-Ривер, Монреаль, Оттава.
18 червня 1990 року у Карнеґі-Холі (Нью-Йорк, США) спільно із відомим солістом Метрополітен-опера басом Павлом Плішкою виконували «Безмежнеє поле» на вірші Івана Франка, музика Миколи Лисенка, молитву «Владико неба і землі» з опери Семена Гулака-Артемовського «Запорожець за Дунаєм», кантату про Почаївську Божу Матір, «Чуєш, брате мій» на вірші Богдана Лепкого, музика Левка Лепкого, обробка Кирила Стеценка, «За тебе, Україно» Станіслава Людкевича.[опосередковано]
«Дударик» узяв участь у Міжнародному хоровому фестивалі (2—8 липня) у м. Паувел-Ривер (Канада, Британська Колумбія) і 9 липня 1990 року у Міжнародному фестивалі у Ванкувері (Canada Place).[опосередковано]
У рамках VI Всесвітнього дня молоді 15 серпня 1991 року у м. Ченстохові (Польща) відбувся концерт капели «Дударик», на якому був присутній Папа Іван Павло II.[опосередковано]
1992 року «Дударик» брав участь у 2 Міжнародному фестивалі духовної музики «Gaude Mater», який відбувся з 1 по 6 травня у м. Ченстохові (Польща), виконав «Кант про Почаївську Божу Матір» Миколи Леонтовича, колядку «Ой там на річці, там на Йордані», обробка Кирила Стеценка, Херувимську пісню, ля мінор, Артема Веделя, «Алилуя» Михайла Вербицького.
Василь Сліпак у складі хорової капели виступав у найпрестижніших концертних залах України і світу: Національна опера України імені Тараса Шевченка, Національна філармонія України, Національний палац мистецтв «Україна», Карнегі-Хол (Нью-Йорк, США, 1990) собор Паризької Богоматері (Франція), зал West Edmonton Mall (Едмонтон, Канада), Ванкувер Ейр Плейс (Канада, 1990), Варшавська філармонія (Польща, 1991, 1992, 1994), Домський собор (Латвія, Рига), а також у Литві, Естонії (1987, 1991), Білорусі, Росії, Грузії, Молдові, Угорщині, Словаччині (1993, 1994), Австрії (1993), Італії, Ватикані, Бельгії, Нідерландах, Швейцарії (1993).

### Студентські роки
Попри рідкісний голос (контртенор), до Львівського Вищого державного музичного інституту імені М. В. Лисенка (тепер — Львівська національна музична академія імені Миколи Лисенка) вступив не відразу. Але він тоді багато виступав, гастролював. Познайомився із багатьма диригентами, композиторами — Мирославом Скориком, Володимиром Сіренком, Ігорем Андрієвським, Артуром Микиткою.
Лише 1992 року став студентом класу сольного співу народної артистки України (1979), лауреата Національної премії України імені Тараса Шевченка (1976), професора Байко Марії Яківни, під керівництвом якої оволодів значним репертуаром із творів українських і західноєвропейських композиторів. Виконував партії Алкіда з однойменної опери Дмитра Бортнянського та Лебедя у «Карміна Бурана» Карла Орфа. Брав активну участь у студентських концертах, уже тоді вирізнявся як талановитий і перспективний виконавець. Навчаючись в інституті (1992—1996), продовжував концертну діяльність. Виконував твори Дж. Каччіні, А. Фальконьєрі, А. Скарлатті, А. Стефані, А. Вівальді, А. Тенальї, Л. Вінчі, А. Страделли, А. Лотті, В. А. Моцарта, М. Березовського та інших композиторів. Співав у залі музично-меморіального музею Соломії Крушельницької.
Був першовиконавцем камерної кантати Олександра Козаренка для контртенора та інструментального ансамблю «П'єро мертвопетлює», прем'єра якої відбулася у 1994 р. у Львові. Василь Сліпак заявив про себе як про виконавця сучасної музики.
1994 року старший брат, аспірант медінституту, перебуваючи на конгресі кардіологів у Франції, познайомився з о. Павлом Когутом, який скерував його до редакції «Українського слова» у Парижі, де зустрів директора тижневика Ярослава Мусяновича, доктора медицини. Професор, приймаючи Ореста у власній оселі, розповідав про культуру та паризьке життя, познайомив із композитором українського походження Мар'яном Кузаном, наполегливо рекомендував залишити касету із записом Василя композиторові. За місяць Василеві Сліпаку надійшло запрошення від оргкомітету одного з найбільших музичних фестивалів у м. Клермон-Феррані (Франція).
За три місяці Василь зумів до готової програми підготувати ще «Страсті за Матвієм», «Страсті за Йоанном» Й. С. Баха, кантати Г. Ф. Генделя. Виконував мовою оригіналу німецькі, французькі пісні, італійські арії. На 10 Міжнародному конкурсі ораторії і пісні «Гран-Прі France Telecom» (1994) у м. Клермон-Феррані (Франція) був єдиним із конкурсантів, хто співав свої рідні пісні в обробці Л.Ревуцького та М.Лисенка. Здобув Гран-прі й Гран-прі глядацьких симпатій. Дебют у Клермон-Феррані був справжньою сенсацією. Успішний виступ на конкурсі, прослуховування у відомих фахівців Паризької академії виявились вирішальними у творчій долі молодого співака, бо цим підтверджено оригінальність його голосу. І припинено до певної міри полеміку в «альма матер»: чи варто співати одночасно і контртенором, і баритоном.
Василеві Сліпаку надали право виступити зі своєю програмою у Парижі. Молодий баритон виступив у 1994 році із сольним концертом в опері м. Віші (Франція) — концерт із творів української народної музики.
У рамках П'ятого Міжнародного українського музичного фестивалю «Київ Музик Фест'94» 3 жовтня 1994 року у залі Будинку вчених НАН України у супроводі камерного оркестру «ARCHI» (диригент — Ігор Андрієвський) виконував камерну кантату О.Козаренка «П'єро мертвопетлює». Глядачі викликали В.Сліпака на біс, що на концерті сучасної камерної музики було вперше.
15 квітня 1995 року в Одесі на сорокавосьмигодинному музичному марафоні Першого Міжнародного фестивалю сучасного мистецтва «Два дні і дві ночі нової музики» у присутності президента фестивалю професора Бернгарда Вульфа, одного з визнаних лідерів «нової музики», проректора Вищої школи музики у Фрайбурзі (Німеччина), виконував кантату О.Козаренка «П'єро мертвопетлює». Успіх повторився, як і у Львові. Кантата звучала двічі.
У квітні 1995 року брав участь у телевізійній передачі «Класік-прем'єр», зйомки відбувалися у Національному палаці мистецтв «Україна». Виконував аріозо Керубіно з опери Вольфганга Амадея Моцарта «Весілля Фігаро» у супроводі заслуженого академічного симфонічного оркестру Національної радіокомпанії України, диригент Володимир Сіренко.
1995 року брав участь у V Міжнародному фестивалі концертного мистецтва у м. Жиліні (Словаччина), де виконував програму з барокових арій у супроводі клавесину. Виступ-концерт тривав годину, упродовж якої прозвучало одинадцять творів.
16 травня 1995 року відбувся сольний концерт у Києві у межах Четвертого міжнародного форуму музики молодих, у першому відділі якого прозвучала модерна музика, а в другому — бароко, зокрема твір Марини Денисенко «Три фрагменти зі старовинної сюїти» (1991) на слова Жоашена дю Белле для камерного ансамблю та контртенора, який було написано за пропозицією Василя Сліпака. Він же став його першим виконавцем. Твір має присвяту Василеві Сліпаку, і саме в його виконанні (друга редакція, 1994) разом із камерним оркестром «Українська спадщина» (художній керівник та диригент — О. Андрєєв) композиція прозвучала у камерному концерті.
19 травня 1995 року слухачі мали змогу оцінити обдарування і вагомість оцінок унікального голосу Василя Сліпака на урочистому відкритті Міжнародного фестивалю музичного мистецтва «Віртуози», яке відбулося у Львівській обласній філармонії. Співак разом із капелою «Дударик» та Богданою Хідченко (сопрано) виступив у «Карміна Бурана» К.Орфа, в якій виконав відразу дві партії — смаженого лебедя (контртенор) і мандрівного монаха (баритон).
23 червня 1995 року у концерті, що відбувся у Львівському залі органної та камерної музики, виконав уривок з опери Джуліо Каччіні.
На запрошення Міхаеля Стріхаржа, відомого європейського скрипаля, педагога, мецената, у серпні 1995 р. разом із камерним оркестром «Академія» (Львів), під диригуванням Мирослава Скорика, взяв участь у 45 Міжнародному музичному молодіжному фестивалі «Das Treffen» (Байройт, Німеччина), виконав партію з опери К. Орфа «Бернауерін». Тоді ж М. Стріхарж організував зустріч Василя Сліпака із диригентом Даніелем Баренбоймом.
Восени 1995 року на кінцевому концерті Міжнародного фестивалю сучасної музики «Контрасти», що відбувається у Львівській обласній філармонії, звучав оркестровий твір Ігоря Щербакова «Арія Пассіоне», в якому цитується арія «O, blüte nur, du, liebest Herz» зі «Страстей за Матвієм» Й. С. Баха. За задумом, цю єдину на весь оркестровий твір вокальну фразу мала на кульмінації співати сопрано, яка мусила сидіти десь у глибині оркестру, неподалік роялю. Вийшло так, що мала заспівати Ольга Пасічник, проте вона чомусь не приїхала, і її замінив Василь. Ефект був надзвичайний, коли він раптово піднявся над оркестром і неймовірно драматично виконав свою фразу.
У Львівському залі органної та камерної музики 8 та 10 грудня 1995 року хор (кер. — Ярослав Гнатовський) і оркестр Вищого музичного інституту імені Лисенка «Perpetuum Mobile» (музичний керівник та диригент — Георгій Павлій) виконали оперу «Дідона й Еней» Генрі Перселла. Серед солістів був гість з Великої Британії Джордж Ньютон Фітцджеральд у ролі Енея.
|  | Серед солістів своєю експресивною манерою виконання і надзвичайним голосом (контртенор, до речі, єдиний в Україні) виділявся Василь Сліпак. |

Це була ексклюзивна подія для України — перше концертне виконання (мовою оригіналу в автентичній манері) в Україні опери «Дідона й Еней» англійського барокового композитора. Василь Сліпак виконав не одну, а відразу три арії: Відьмака (контратенор), Духа Меркурія (баритон) і Юнги (тенор).
Співак, окрім рідної, вільно володів багатьма іноземними мовами: італійською, французькою, англійською, німецькою, іспанською, польською, російською, що створювало можливість доступу до інформації, почуття свободи у спілкуванні з людьми, можливість кар'єрного зростання — вираження себе як частини світу.
У 1995 році виконував твори Йоганна Себастьяна Баха, Вольфганга Амадея Моцарта, Йозефа Гайдна, Джузееппе Верді, Жоржа Бізе, Жака Оффенбаха, Ігора Стравінського, Модеста Мусоргського, Олександра Бородіна, Юлія Гальперіна.

### Творчий шлях
В опері м. Клермон-Феррана вперше у Франції виконувалась комічна опера П'єра Карле де Шамблена Маріво «Гра любові і випадку». Василь Сліпак виконував головну чоловічу партію молодого юнака-скарбника Дуранте, виступаючи поряд із відомими французькими співаками Катрін Ешнер, Робером Куртасьйо, П'єром Тома. Прем'єра відбулася 31 грудня 1995 року і 1 січня 1996 року, викликавши велике зацікавлення французів. Вокальна майстерність Василя Сліпака дістала найвищу оцінку публіки.
Через кілька днів після тріумфу в опері виступив із сольним концертом, у якому прозвучала українська класика — арії з опер Д.Бортнянського і М.Березовського, романси і солоспіви Д.Січинського, Я.Лопатинського, М.Лисенка, С.Людкевича, М.Колесси. На біс виконав оригінальний твір Еріка Саті «Дафенейло», у якому поєднано звучання баритона й контртенора. Акомпаніатором виступив відомий паризький піаніст Бернард Леруа. Програма цього концерту наступного дня була записана на компакт-диск.
Виконував Реквієм В. А. Моцарта в опері м. Клермон-Феррана, Парижі й місті Сен-Луї (Франція) у супроводі оркестру під керівництвом Жана-П'єра Ло Рі.
20 квітня 1996 року на запрошення ЮНЕСКО разом із хоровою капелою «Дударик» брав участь в акції-посвяті 10-й річниці аварії на ЧАЕС — у соборі Паризької Богоматері (Нотр-Дам де Парі) співав у концерті-реквіємі у присутності глав дипломатичних представництв, дипломатичного персоналу всіх іноземних посольств та місій, акредитованих у Франції.
1996 року брав участь у 6 Міжнародному фестивалі духовної музики «Gaude Mater», що відбувся з 1 по 6 травня у м. Ченстохові (Польща). У супроводі камерного оркестру Львівської обласної філармонії «Віртуози Львова», диригував Сергій Бурко, виконав 53 кантату (Schlage doch, gewünschte Stunde, BWV 53) Й. С. Баха, Stabat Mater Антоніо Вівальді.
Василя Сліпака запрошено до участі у Сьомому міжнародному фестивалі музичного мистецтва «Віртуози», котрий проходив з 17 по 26 травня 1996 року у Львівській філармонії.
У рамках Міжнародного музичного фестивалю сучасної музики «Дні музики Краківських композиторів» 31 травня 1996 року разом з Ольгою Пасічник (сопрано), Валерієм Буймистером (баритон) брав участь у концерті у Сукеніце, концертній залі Національного музею польського мистецтва XIX століття (Краків, Польща). У супроводі камерного оркестру «Віртуози Львова» (диригент Роман Ревакович) виконав камерну кантату Олександра Козаренка «П'єро мертвопетлює».
У квітні 1997 року брав участь у шостому Міжнародному театральному фестивалі-лабораторії «Мистецьке березілля. Музика» (Київ).
У жовтні 1997 року на І фестивалі «Золотоверхий Київ» у залі Національної філармонії України хор Інституту мистецтв Національного педагогічного інституту імені М. П. Драгоманова (керівник — Людмила Байда) виконав композицію Віктора Степурка — театралізовану містерію-диптих «Супраментальний сон», що складається з 2-х ч.: «Павана (У місячних тонах)» і «Павана (У засніжених ланах)» для контртенора, баритона та жін. хору. На символічні вірші Олекси Трохименка (поет. псевдонім В. Степурка). Його перша частина «Павана у місячних тонах» — солісти Василь Сліпак і Микола Гобдич. Виконання здійснювалося у супроводі спеціальної хореографічної постановки.

#### Паризька національна опера
Ще дуже молодий Василь Сліпак у 1997 році успішно подолав конкурсне випробування на вступ до складу Паризької національної опери. Його голос дав змогу йому почати сольну кар'єру у Франції та Європі.
У м. Ріоні (Франція) у 1997 році був учасником фестивалю класичної і джазової музики «Рояль у Ріоні».
На Міжнародному пісенному конкурсі у м. Марманді (Франція) у 1998 р. отримав приз «Молода надія», брав участь у концерті переможців.
Продовжив студії у навчальному центрі Lyric Паризької національної опери (Франція), де співпрацював із Жаном-П'єром Бліве, найкращим педагогом із вокалу в Європі. Постійно вчився, мав потребу самовдосконалення. Його педагогами були: Бернар Лантель, Рашель Якар, Жан-П'єр Ло Ре.
23 березня, 18 квітня 1998 року в Опері Бастилії виконав партію Ротного в опері «Євгеній Онєгін» П.Чайковського.
15 січня 1999 року в Опері Бастилії виконав партію Андреаса в опері «Кармен» Ж. Бізе.
В Опері Бастилії у 1999 році виконав партії графа Чепрано («Ріголетто» Дж. Верді), Тріфона («Євгеній Онєгін» П. Чайковський), Стрежнєва («Хованщина» М. Мусоргський).
Партію фламандського депутата в опері «Дон Карлос» Дж. Верді виконує 23, 26, 30 червня і 3, 7, 10, 13 липня 1999 р.
У 1999 р. за ініціативи Василя й місцевої музичної компанії Erol у Франції (Париж, Ле Ман) із гастролями побувала хорова капела «Дударик». На концерті у столиці Франції хор під керівництвом французького диригента Жана-П'єра Ло Ре зі Сліпаком-солістом виконав франкомовну ораторію «Апокаліпсис за св. Іваном» Жана Франсе.
У сезоні 1999—2000 р. 18, 23, 27 лютого і 1, 4, 8, 11 березня 2000 р. виконував партію другого німецького генерала в опері «Війна і мир» С.Прокоф'єва, постановка Опери Бастилії (Франція), — одна з перших самостійних ролей молодого артиста у Паризькій національній опері. Співав на одній сцені із відомим українським оперним співаком Анатолієм Кочергою, який виконував партію фельдмаршала Михайла Кутузова
21 березня 2000 року в Опері Бастилії виконав партію Андре в опері («Кармен» Ж.Бізе).
У сезоні 2000—2001 р. 24, 26, 29 жовтня і 1, 4, 7, 9 листопада 2000 р. виконав партію другого німецького генерала в опері «Війна і мир» С.Прокоф'єва, постановка Опери Бастилії (Франція).
У вересні 2001 року брав участь у майстер-класах Джанін Райс, Ренати Скотто і Терези Берганца. На сцені театру виконував партії Мазетто у «Дон Карлос» Дж. Верді, Ескамільо «Кармен» Ж.Бізе.
13 вересня, 15 вересня, 19, 22, 25, 28 вересня, 1, 15, 18, 21, 24, 27, 29 жовтня і 1, 3 листопада 2001 року в Опері Бастилії виконав партію судового пристава графа в опері «Ріґоле́тто» Джузеппе Верді.
12 жовтня 2001 року виконував партію Стрежнєва в опері «Хованщина» М. Мусоргського, постановка Опери Бастилії (Франція).
Співав на «Радіо Франс», у турне по Франції і за кордоном.
З нагоди святкування єдиного Дня російської мови у Російському центрі науки і культури у Парижі (2001) брав участь у концерті «Зізнання у коханні», виконував твори на вірші Олександра Пушкіна, музика Юлія Гальперіна.
Також у листопаді 2001 року був запрошений на кінофестиваль «Онфлер» (французький фестиваль, присвячений російському кіно), що відбувається у м. Онфлер (Франція).
10, 13, 15, 17, 20, 23, 27 грудня, 2001 р., 8, 10, 12 січня 2002 р. виконував партію Стрежнєва в опері «Хованщина» М. Мусоргського, постановка Опери Бастилії (Франція).
Василь Сліпак виступив інтерпретатором ролей Ліндорфа, Дапертутто, Коппеліуса, Міракля у «Казках Гофмана» Жака Оффенбаха в Мілані, Брешії, Комо, Кремоні (Італія) у 2002 році. Цього ж року у супроводі оркестру під керівництвом Жана-П'єра Ло Рі виконав «Реквієм» Джузеппе Верді у церкві Сен-Мадлен (Париж).
31 травня, 26, 29 червня і 2, 5, 9, 12 липня 2002 року в Опері Бастилії виконав партію Андре з опери «Кармен» Ж. Бізе.
5 і 6 листопада 2002 року у театрі Фрешчіні, що у м. Павія (Італія), виконав партії Ліндорфа, Дапертутто, Коппеліуса, Міракля в опері «Казки Гофмана» Жака Оффенбаха.
У червні 2005 року у церкві Святої Трійці у Парижі виконав арію Диявола в «Жанна д'Арк на вогнищі» Артура Онеґґера, під керівництвом Жана-П'єра Ло Рі, у супроводі великого симфонічного оркестру «Леополіс», художній керівник і диригент Мирослав Мигаль, а також ораторію в супроводі хору під керівництвом Карла Лоре.
У жовтні 2005 року брав участь у концерті класичної музики «Чоловік та Жінка», що проходив у рамках щорічного Фестивалю «Погляд з України» — «Regard d'Ukraine» (Париж та передмістя), який організувала асоціація «Проліски» («PROLISKY», Франція).
У травні 2006 р. в театрі «Аталант» у Парижі (Франція) відбувся концерт «Зізнання у коханні». Василь Сліпак у супроводі композитора Юлія Гальперіна виконував твори на слова Олександра Пушкіна.
У жовтні 2006 року у театрі опери та балету ім. Соломії Крушельницької та Львівському будинку органної та камерної музики брав участь у концертних програмах з нагоди 35-ліття від часу створення «Дударика».
Виконував головну партію в опері-балеті «Золота рибка» Юлія Гальперіна, світова прем'єра відбулася у листопаді 2006 року у театрі м. Валь-д'Уа́з і театрі Роджера Барата м.Ербле (Франція).
У січні-лютому 2007 року у культурному центрі Жака-Бреля м. Вільбон-сюр-Іветт (Франція) виконував Реквієм В. А. Моцарта. разом із хором церкви Марії Батіньоль (Париж), вокальним ансамблем «Cantasio» (Париж), хорами картезіанського монастиря м. Со-ле-Шартре (Франція), м. Нозе (Франція), Жоскена Депре м. Вільбон-сюр-Іветт (Франція) у супроводі симфонічного оркестру університету Париж-Південь XI на чолі із Мартіном Барралом

#### Сольна кар'єра у Європі
У 2008 році Василь Сліпак розпочав великий концертний тур Європою.
У великому концерті у соборі Святої Трійці у Ліоні (Франція) 27 травня 2008 року спільно із Жаном-Філіпом Дубором, Ванессою Бонацці й Антеєю Піханік виконав «Stabat Mater» Дж. Россіні.
Співак узяв участь у концерті «Сторінки камерної музики» за творами композитора Юлія Гальперіна, що відбувся 5 червня 2008 року у рамках конференції, присвяченої Міжнародному проекту публікації енциклопедії ЮНЕСКО «Нанонауки і нанотехнології».
У Львові 24 серпня 2008 року керівник хору Микола Лукич Кацал (1940—2016) запропонував Василеві заспівати із «Дудариком» у концерті до Дня Незалежності. Виконали твір «Ой зійшла зоря» (Почаївська дума), обробка слів — О.Грама, обробка мелодії — М.Леонтович, диригент Дмитро Кацал.
У грудні 2009 року — на початку 2010 р. — на запрошення Маріїнського театру Санкт-Петербурга (Росія) виконував партію князя Греміна у постановці опери П.Чайковського «Євгеній Онєгін».
В українському посольстві у Франції 25 лютого 2010 року відбувся вечір пам'яті на пошанування видатної співачки Ірини Маланюк. У виконанні Василя Сліпака звучали арії Р.Вагнера, Дж. Верді у супроводі французького піаніста й диригента Климента Мао-Такача.
У березні 2010 року і 24 червня 2010 року у головному залі ЮНЕСКО, Амфітеатр (Париж) виконував головну арію з опери «Борис Годунов» М.Мусоргського спільно із Міжнародним оркестром Парижа під керівництвом Аміна Койдера.
14 червня 2010 року, у рамках фестивалю єврейської культури у Парижі (13-28.06.10 р.), брав участь у концерті, який відбувся у палаці Отель-де-Віль. У супроводі Фредеріка Рабауда (фортепіано) виконував уривки з опери «Демон» Антона Рубінштейна, а також у супроводі Міжнародного філармонійного хору ЮНЕСКО (150 осіб) на чолі з Аміном Койдером виконував уривки з опери «Борис Годунов» М.Мусоргського.
Василь Сліпак виконав партії Командора і Мазетто в опері В. А. Моцарта «Дон Жуан», яку було презентовано 8 жовтня 2010 року у драматичному театрі «Новий театр Больє» м. Сент-Етьєн (Франція) у рамках фестивалю «Музичні зустрічі на Луарі».
У листопаді 2010 року він Командор і Мазетто в опері «Дон Жуан» В. А. Моцарта у Парковому театрі Андрезьє́-Бутео́на, в італійському театрі Роанна, театрі Фірміні́.
У грудні 2010 року виконував «Велику месу до мінор» В. А. Моцарта в Оперному театрі Сент-Етьєн (Франція).
У виконанні Василя Сліпака «Реквієм» Дж. Верді звучав 12—19 січня 2011 р. у Церкві Св. Августина (фр. Église Saint-Augustin) (Париж) під акомпанемент Міжнародного оркестру Парижа (Франція), диригент Амін Койдер.
На концерті 12 лютого 2011 року у Палаці Тюїльрі, залі Маршалів, м. Аваллона (Франція) разом із Перрін Мадоеуф (сопрано) спричинив аншлаг.
«Меса сі мінор» (Висока меса) Й. С. Баха у виконанні співака прозвучала у лютому 2011 року у Церкві Св. Августина (Париж) під акомпанемент Міжнародного оркестру Парижа (Франція), диригент Амін Койдер. Меса соль-мажор Ф.Шуберта прозвучала у церкві Св. Луї м. Венсенна (Франція).
12 березня 2011 р. у Палаці Тюїльрі, залі Маршалів, м. Аваллона (Франція) відбувся сольний концерт у супроводі Наталії Медведєвої (фортепіано).
9 квітня 2011 року у Палаці Тюїльрі, залі Маршалів, м. Аваллона (Франція) виступив разом із Перріне Мадоеуф (сопрано) та Дзідзофе Авуглан (сопрано).
Цього ж року 27 травня у м. Венсенні (Франція) брав участь у концерті середньовічної церковної музики у супроводі оркестру «Pari's Mysical», диригенти Ефінне Джордж, Даніель Райс.
У ЮНЕСКО (Париж) 2011 р. у виконанні співака звучала симфо́нія № 9 Ре мінор, Ор.125 Л. В. Бетховена у супроводі Міжнародного оркестру Парижа (Франція), диригент Амін Койдер.
Vesperae solennes de Confessore, K. 339, В. А. Моцарта звучала у церкві Сент-Есташ (Франція) у супроводі оркестру під диригуванням Патріка Холінера.
Брав участь у концертах, організованих неприбутковою юридичною асоціацією «Філармонія. Романтика», 29 червня і 8 липня 2011 року виконував оперні арії у супроводі симфонічного оркестру «Bel Arte», диригент Річард Боударгам.
19 і 21 липня 2011 року у театрі Фейлантс, п'ятому найбільшому театральному залі м. Діжона (Франція), інтерпретація опери «Весілля Фігаро» В. А. Моцарта. Лише чотири головні ролі — Альмавіва, Розіна, Сюзанна, Фігаро — партію якого виконав Василь Сліпак.
У вересні 2011 року став фіналістом щорічного прослуховування молодих оперних співаків «Нові голоси», організованого Французьким центром ліричної промоції (Centre Français de Promotion Lyrique, CFPL).
Брав участь у першому турі 4-го Міжнародного оперного конкурсу Armel, що проходив 8 травня 2011 року у Нью-Йоркському Davenport Studios (2011), журі під головуванням Сиріла Діедеріка визначило 30 кандидатів на головні ролі в 5 постановках опер, вистави яких відбулися на провідних театральних сценах Нью-Йорка (США), Кракова (Польща), Сегеда (Угорщина), Плзеня (Чехія) та у м. Біль (Швейцарія). В угорському м.Сегеді за участю 30 співаків із 11 країн 29 травня 2011 року відбувся другий тур конкурсу. Учасники виконували твори (за власним вибором) у супроводі фортепіано. Василь Сліпак, разом із сімома учасниками, виборов право участі у фіналі конкурсу, який тривав із 6 по 15 жовтня 2011 р. У Краківській Опері (Польща) 10 жовтня 2011 року виконав партію Смерті в опері Віктора Ульманна «Атлантіс» («Імператор Атлантиди»), режисер Беата Редо-Доббер (Польща). Постановки здійснювалися у Краківській Опері (Польща) та Національному театрі Сегеда (Угорщина). За виконання партії Смерті журі присудило В.Сліпакові основний приз конкурсу «Найкращий чоловічий голос». 15 жовтня 2011 року брав участь у концерті переможців конкурсу, виконуючи арію Тореадора з опери «Кармен» Жоржа Бізе.
8 жовтня 2011 р. виконував партії Командора і Мазетто в опері «Дон Жуан» В. А. Моцарта в Палаці Больє, Лозанна (Швейцарія).
7 і 12 листопада 2011 р. виконав партію Дон Жуана з однойменної опери В. А. Моцарта. у м. Нансі на артбаржі «Ніагара». Це був адаптований варіант постановки опери для юного глядача, автор Франсіс Ніколас, мистецька компанія «Ніагара» (Франція).
17 грудня 2011 року виконував партію Фігаро в опері В. А. Моцарта «Весілля Фігаро», яку презентували в рамках фестивалю Мусіваллон у муніципальному залі на 350 місць, у критому ринку, що є архітектурною пам'яткою м. Аваллона (Франція).
Січень 2012 року розпочався із виконання «Реквієму» Дж. Верді у супроводі Міжнародного оркестру Парижа, диригент Амін Койдер.
Арію Базиліо з опери Джоаккіно Антоніо Россіні «Севільський цирульник» виконав у культурному центрі муніципалітету Вільбон-сюр-Іветт (Франція) 10 лютого 2012 року у супроводі симфонічного оркестру «Bel Arte», диригент Річард Боударгам.
В унікальному залі «Амфітеатр 3000» на 3220 місць у Ліоні (Франція) 24 і 25 березня 2012 р. виконав партію Спарафучіле в опері «Ріголетто» Дж. Верді, режисер Андрій Шевчук.
У резиденції Альфонс Доде (для людей похилого віку) у м. Вільбон-сюр-Іветт (Франція) 5 квітня 2012 року концерт класичної музики у супроводі симфонічного оркестру «Bel Arte», диригент Річард Боударгам.
13 травня 2012 року у драматичному театрі м. Ланьї-сюр-Марна (Франція), зал Шарля Ванеля, виконав партію Спарафучіле з опери «Ріголетто» Джузеппе Верді.
27 травня 2012 року у драматичному театрі м. Ланьї-сюр-Марна (Франція), зал Шарля Ванеля, виконав партію Спарафучіле з опери «Ріголетто» Джузеппе Верді.
Арію Мефістофеля з найвідомішої опери Шарля Гуно «Фауст» виконав 28 травня 2012 року в ЮНЕСКО, Париж (Франція), диригент Амін Койдер.
8 червня 2012 року у соборі м. Венсенна (Франція) у супроводі хорової капели міста (диригент Даніела Райс) та симфонічного оркестру «Париж музичний» (диригент Тьєррі Сталлано) виконував музичні твори періоду романтизму.
8 липня 2012 року у драматичному театрі м. Ланьї-сюр-Марна (Франція), зал Шарля Ванеля, виконав партію Спарафучіле з опери «Ріголетто» Джузеппе Верді.
Брав участь у фестивалі «Літні ночі у Корте» Корте, Корсика (Франція). 7, 9, 11 серпня 2012 року у залі вілли Панкразі виконував партію Зарастро в комічній опері-зингшпілі В. А. Моцарта «Чарівна флейта».
Виконав партію Рамфіса, верховного жреця, в опері Дж. Верді «Аїда», яку було презентовано 22 і 23 червня 2012 року у палаці Фонтенбло, зал на 2 тис.глядачів, 31 серпня і 1 вересня у залі замку д'Аруе (Франція), 7, 8, 11, 12, 13, 14 і 15 вересня у будинку для людей з обмеженими можливостями, 21 і 22 вересня 2012 року у залі замку Шантійї (Франція).
У вересні 2012 p. — партію Рамфіса, верховного жреця, в «Аїді» Дж. Верді у залі опери просто неба (Париж).
5 жовтня 2012 року брав участь у концерті «Ніч в опері», що відбувся у залі Молитовного дому (Дерлейк) (Бельгія).
12 жовтня 2012 року у Королівському Будинку Опери (Лондон), також відомому, як Ковент-Гарден, виконав партії Смерті і Гучномовця в опері «Імператор Атлантиди» Віктора Ульманна.
У рамках відзначення 30-річчя фестивалю «Coréades» у супроводі 250 хористів, а саме: «Accords Libres», вокального ансамблю консерваторії м. Мериньяк, ансамблю вокалістів із м. Брессюїр, хорів із м. Ніор і 17 із м. Ла-Рошель (Франція), Національного філармонічного оркестру м. Русе (Болгарія), диригент Жан-Поль Годен, виконав «Реквієм» Дж. Верді 9 жовтня 2012 року у соборі Нотр Дам (Ла-Рошель), 10 жовтня у соборі Нотр Дам (Руаян), 13 жовтня у залі Pin Galant (Мериньяк), 14 жовтня у Палаці правосуддя м. Пуатьє, 18 жовтня у Будинку департаменту м. Ніор, 19 жовтня 2012 року у залі Bocapole (Брессюїр) (Франція).
Фестиваль «Симфонічна осінь» і 19 Міжнародний конкурс оперних арій і французьких мелодій на сцені драматичного театру — Культурного центру Луї Есканде м. Макон (Франція), 18 листопада 2012 р., було відкрито оперою Моцарта «Дон Жуан» — Василь Сліпак виконав партії Командора і Мазетто.
У виконанні Василя Сліпака «Німецький реквієм» Й.Брамса прозвучав 9 грудня 2012 р. у храмі м. Сен-Гальм'є (Франція) у супроводі Еріка Беауфохера, Флорента Мальгевеля та хору під керуванням Філіпа Пеатіера. Частина 3 — «Herr, lehre doch mich, dass ein Ende mit mir haben muss» («Господи, навчи мене…»).
12 лютого 2013 р. на сцені Ліонської національної опери (Франція) виконував партії Смерті і Гучномовця в опері «Імператор Атлантиди» Віктора Ульманна.
13 лютого 2013 р. на сцені амфітеатру Біне університету Париж-Декарт виконував «Реквієм» Джузеппе Верді у супроводі оркестру під орудою Карлоса Доуерте і хору під керівництвом Гійома Коннессона.
14 і 16 лютого 2013 р. на сцені Ліонської національної опери (Франція) виконував партії Смерті і Гучномовця в опері «Імператор Атлантиди» Віктора Ульманна.
У драматичному театрі м. Ланьї-сюр-Марна (Франція), зал Шарля Ванеля, 17 лютого 2013 року виконував партію Ескамільо в опері «Кармен» Жоржа Бізе.
З нагоди святкування двохсотліття Джузеппе Верді італійський Інститут культури організував концерт, в рамках якого на сцені Театру Єлисейських Полів (Париж, Франція), 13 березня 2013 року Василь Сліпак виконував «Реквієм» Дж. Верді, диригент Карлос Доурте. Концерт був записаний на компакт-диск.
У драматичному театрі м. Ланьї-сюр-Марна (Франція), зал Шарля Ванеля, 15, 17, 19 березня 2013 року виконував партію Ескамільо в опері «Кармен» Жоржа Бізе.
У березні 2013 року на сцені Краківської Опери (Польща) виконав партію Смерті в опері «Імператор Атлантиди» Віктора Ульманна.
«Німецький реквієм» Й.Брамса у виконанні Василя Сліпака та Домінік Маглуар (сопрано) у супроводі Еріка Беауфохера, Флорента Мальгевеля та хору під керуванням Філіпа Пеатіера прозвучав у храмі м. Сент-Етьєн 6 квітня 2013 року.
8 квітня 2013 року виконував партію Ескамільо в опері «Кармен» Жоржа Бізе у драматичному театрі м. Ланьї-сюр-Марна (Франція), зал Шарля Ванеля.
11 квітня 2013 року, у залі Андре Маршаля (Париж), брав участь у концерті «Париж — Гранд — Гала — Верді», у рамках фестивалю «ENVOLEES LYRIQUES», який організувала асоціація Опера Бельканто з нагоди 200-ліття Дж. Верді.
У Тулонській опері у «Чарівній флейті» В. А. Моцарта виступив 14, 17, 19, 21 травня 2013 року у ролях Зарастро, Оратор посвячених, Принц Пріст.
На Фестивалі оперети у м. Екс-ле-Бен (Франція) 6 і 7 липня 2013 року виконав партію Ескамільо в опері «Кармен» Жоржа Бізе. Співав на одній сцені із Ґошею Ковалінською (мецо-сопрано, партія Кармен) та Ґійомом Дюссо (бас, партія Цуніга).
Під час фестивалю «Літня опера в Бургундії» 17 липня у соборі Нотр-Дам м. Вернон (Ер) і 18 липня у Флор-залі палацу герцогів Бургундських м. Діжона (Франція) співав у концерті «Верді-Гала» у супроводі камерного оркестру «Нова Європа», диригент Ніколас Краузе, 20 липня у Флор-залі палацу герцогів Бургундських м. Діжона (Франція) і 21 липня 2013 року — у палаці у Фонтен-Франсез (Франція) виконав арію Базиліо з опери «Севільський цирульник» Джоаккіно Антоніо Россіні.
У рамках 5-того бієнале «Музичні зустрічі на Луарі» 13 вересня 2013 року, у день урочистого відкриття фестивалю, брав участь у концерті, що відбувся у Свято-Петровській церкві св. Хаммона м. Сен-Шамона(Франція). Виконав твори XIX—XX століть — М.Мусоргського, Д.Шостаковича, П.Чайковського, О.Бородіна, М.Глінки у супроводі Слави Шевлякової (орган). У соборах міст Сен-Жене-Лер, Сент-Етьєн (Франція) 29 вересня 2013 р. у концертах «Російський бас і орган» виконує «Всеношну» С.Рахманінова, а також спільно із Домінік Маглуар (сопрано) у церкві Милосердя Божої Матері м. Сен-Жене-Лера виконав «Серенаду для струнних» П.Чайковського, покладену на голос. В оперному театрі м. Сент-Етьєна (Франція) у супроводі 60 хористів, симфонічного оркестру (50 осіб) 5 жовтня 2013 року виконав арію князя Ігоря з однойменної опери О.Бородіна (концертне виконання). Арію Володимира Ярославича (князя галицького) виконував Ґійом Дюссо (бас). Постановка цієї опери у Франції не здійснювалася із 1965 року. У церкві м.Сен-Гальм'є (Франція) 6 жовтня 2013 року у концерті «Російський бас і орган» виконує «Всеношну» С.Рахманінова.
Спільно із Сабіною Ревальт Даллоннес виконував твори у концерті «Російська опера-Опера французька. Дуети й арії», що відбувся 20 листопада 2013 р. у Люксембурзькому палаці (Париж, Франція).
Брав участь у концертах «Верді-Гала» 24 листопада 2013 р. у муніципальному театрі (13096 місць) м. Безьє (Еро) (Франція) і 30 листопада 2013 року у театрі муніципалітету Ле-Везіне (Франція) у супроводі камерного оркестру «Нова Європа», диригент Ніколас Краузе, виконував арії з опер «Аїда», «Травіата», «Набукко», «Ріголетто».
У 2014 р. почав тур у ролі Смерті і Гучномовця в опері «Імператор Атлантиди» Віктора Ульманна (виробнича компанія «ARCAL»): 10 січня, у Будинку музики м. Нантера (Франція), 17 і 18 січня в опері м. Реймса (Франція), 24-25 і 28-30 січня 2014 р. у театрі Атене-Луї Жуве, 11 лютого — на національній сцені Мулен дю Рок у м.Ніор (Франція), 13 лютого 2014 року — у ТАП Театрі Аудіторіум Пуатьє, національна сцена м.Пуатьє (Франція), 5 і 9 квітня у театрі м. Сен-Квентін-ен-Івеліна (Франція).
6 березня 2014 року у російському центрі науки і культури у Парижі (Франція) брав участь у концерті франко-російської дружби, виконував арію Греміна з опери «Євгеній Онєгін» Петра Чайковського, а також каватину з опери «Алеко» Сергія Рахманінова.
9 березня 2014 року у соборі св. Володимира Великого (Париж, Франція) Василь Сліпак узяв участь у святкуванні 200-літнього ювілею генія українського народу Тараса Шевченка. Спільно з хором виконав старовинний кант (XVII ст.) «Ой зійшла зоря» (Почаївська дума).
У церкві Святого Петра м. Нейї-сюр-Сена 20 березня, у драматичному театрі Александра Дюма (батько) м.Сен-Жермен-ан-Ле 21 березня 2014 р. із нагоди святкування десятої річниці хору Сен-Жермен співак разом із двомастами співаками (об'єднані хори) виконав ораторію Георга Генделя «Месія» у супроводі камерного оркестру «Нова Європа», диригент Ніколас Краузе.
5 квітня 2014 року виконував партії Смерті і Гучномовця в опері «Імператор Атлантиди» Віктора Ульманна (виробнича компанія «ARCAL») — в опері м. Массі (Ессонн), Франція, 9 квітня — у театрі м. Сен-Кантена департаменту Івлін, західна частина Версаля (Франція).
Участь у концерті «Верді-Гала» у супроводі камерного оркестру «Нова Європа», диригент Ніколас Краузе, 10 травня 2014 року у залі дзвіниці м.Монруж, що на сьогодні є культурним центром і Салоном сучасного мистецтва Монружа (Франція).
Арії з опер Гуно, Массне, Бізе, Галеві, Деліба, видатних французьких композиторів, прозвучали 18 травня 2014 року у виконанні Василя Сліпака, Перрін Мадоеуф, Ремі Поулакіса, Патріка Берже у супроводі Андрія Шевчука (фортепіано) у концерті «Легенди французької опери», що відбувся у залі Едуара Ерріо палацу Взаємності у м. Ліоні (Франція).
У залі «Амфітеатр 3000» на 3220 місць у Ліоні (Франція) 24-25 травня 2014 р. виконав партію Рамфіса в опері «Аїда» Джузеппе Верді.
У концерті 12 червня 2014 року у м.Кань-сюр-Мер (Франція) прозвучали уривки з опер О. Бородіна «Князь Ігор», П.Чайковського «Євгеній Онєгін» у виконанні В. Сліпака у супроводі хорів та симфонічного оркестру, диригенти Ніколас Бланші та Ніколас Піель.
У Церкві Святого Гавриїла м. Парижа 14 і 15 червня 2014 року виконував «Messa a quattro voci» («Messa di Gloria») Джакомо Пуччіні у супроводі хору (диригент Наталія Райхер) та симфонічного оркестру «Лютеція» (диригент Алехандро Сендлер).
Після успіху «Кармен» у 2013 році, співак повернувся на фестиваль оперети у м. Екс-ле-Бен (Франція). 13 липня 2014 року відбувся гала-концерт «Видатні голоси — 2014», у якому прозвучали шедеври ліричної музики.
4 листопада 2014 р. Василь Сліпак бере участь у гала-концерті пам'яті Бориса Христова, ЮНЕСКО, Париж. Виконав арію дона Базиліо («La calunnia») з опери «Севільський цирульник» Джоаккіно Россіні.
Брав участь у фестивалі «Слова, ноти й голоси», що вшосте відбувся з 10 по 16 листопада 2014 року у м. Ле-Перре-сюр-Марн (Франція). Виконував 15 листопада арії з опер С.Рахманінова, О.Бородіна і М.Римського-Корсакова у супроводі камерного оркестру «Нова Європа» під керівництвом Ніколаса Краузе.
3-4 грудня 2014 р. на фестивалі оркестрів у Каїрі у виконанні Василя Сліпака прозвучала ораторія «Месія» Георга Генделя у супроводі Д.Галеса.
Брав участь у концерті «Міф про Фауста», що відбувся 8 лютого 2015 р. у Великому Храмі Ліона (Франція), звучали твори Ф.Шуберта, Ш.Гуно, Г.Берліоза, А.Бойто.
10, 12 і 14 лютого 2015 р. виконав партію Мефістофеля в опері «Фауст» Шарля Гуно у театрі «Два береги» (Париж).
В оперному театрі Граслін м. Нанта (Франція) 11 лютого 2015 року було презентовано оперу «Імператор Атлантиди» Віктора Ульманна, в якій співак виконував партії Смерті і Гучномовця.
1 березня 2015 року театрі у м. Поррантрюї (Швейцарія) виконував партії Смерті і Гучномовця в опері «Імператор Атлантиди» Віктора Ульманна.
2 березня 2015 року виконав партію Тореадора в опері «Кармен» Ж.Бізе, презентація якої відбулася в залі консерваторії Жана-Батиста Люллі м. Пюто (Франція).
5 березня 2015 року у церкві Мартін м. Базеля (Швейцарія), 6 березня 2015 року у театрі Подіум Дюдінген (Ле Гуїн Подіум) м. Дюдінгена (Швейцарія) виконував партії Смерті і Гучномовця в опері «Імператор Атлантиди» Віктора Ульманна.
У драматичному театрі м. Ле-Мана (Франція) 10 квітня 2015 року брав участь у концерті «Опера-гала», в якому звучали найвідоміші твори оперного мистецтва.
30 травня 2015 року у посольстві Азербайджа́нської Респу́бліки у Франції у виконанні Василя Сліпака у супроводі О.Дубинської, О.Куконіна, А.Малахова звучали твори української та світової класичної музики у благочинному концерті українських артистів, організованому спільно «Українським Братством» та AMC-FranceUkraine.
31 травня 2015 року у залі «Амфітеатр 3000» на 3220 місць у м. Ліоні (Франція) відбулась презентація опери «Дон Жуан» В. А. Моцарта (режисер Бернард Пізані), в якій В.Сліпак виконав партії Командора і Мазетто.
В оперному театрі Граслін м. Нанта (Франція) 2, 4 і 7 листопада 2015 року було презентовано оперу «Імператор Атлантиди» Віктора Ульманна, в якій співак виконував партії Смерті і Гучномовця.
28-29 листопада 2015 року у Куполі (театр) м. Сен-Лубеса у постановці опери «Кармен» Жоржа Бізе виконував партію Ескамільо.
Партію Ескамільо в опері «Кармен» Жоржа Бізе виконував 1 грудня 2015 року у театрі Андре Мальро м. Рюей-Мальмезон (Франція), 2 грудня у м. Пюто (Франція), зал консерваторії Жана-Батиста Люллі, у супроводі симфонічного оркестру Національної опери м. Русе (Болгарія), диригент Михаіл Тодоров, а 3 грудня у драматичному театрі м. Даммарі-ле-Лі, у найбільшому залі департаменту Сена і Марна (Франція).
12 грудня 2015 року у Парижі (Франція) виконував арію Мефістофеля — концертна версія опери Шарля Гуно «Фауст».
15 і 16 січня 2016 року у Будинку музики м. Нантерра (Франція) Василь Сліпак мовою оригіналу виконав партії Борсука, Священика й Лісника в опері чеського композитора Леоша Яначека «Пригоди лукавої Лисички».
26 січня 2016 року у головному залі ЮНЕСКО виконав арію Рамфіса з опери «Аїда» Джузеппе Верді (концертна версія).
10 лютого 2016 року у соборі Святого Варфоломія, м. Жена (Рона) (Франція), відбувся «Симфонічний концерт: Пуччіні, Messa di Gloria». Твір прозвучав у виконанні Василя Сліпака, Карла Лаквіта (тенор) у супроводі хору та оркестру під керуванням Жана-Філіпа Дубора.
19 лютого в опері м. Сент-Квентін-ен-Івелайнс (Франція), 26 лютого 2016 року в опері м. Реймса виконав партії Борсука, Священика й Лісника в опері чеського композитора Леоша Яначека «Пригоди лукавої Лисички».
9 березня 2016 року учасник гала-концерту «Гранд Опера Гала» у драматичному театрі м. Єрр (Ессонн) (Франція).
11 березня 2016 року виконував партію художника Марселя в опері «Богема» Джакомо Пуччіні, яку презентували у драматичному театрі м. Даммарі-ле-Лі, зал П'єра Башльє.
12 березня 2016 року брав участь у концерті «Шедеври оперного мистецтва», який відбувся у драматичному театрі м. Рюей-Мальмезона (Франція).
13 березня 2016 року участь у гала-концерті «Гранд Опера Гала» у драматичному театрі м. Єрр (Ессонн) (Франція).
15 березня 2016 року виконав партію художника Марселя в опері «Богема» Джакомо Пуччіні, яку презентували у театрі «La Coupole» (Париж).
16 березня 2016 року на сцені театру Леду (музичний театр у Безансоні) м. Безансона (Франція), виконав партії Борсука, Священика й Лісника в опері чеського композитора Леоша Яначека «Пригоди лукавої Лисички».
17 березня у драматичному театрі м. Гента (Бельгія), 18 березня 2016 року у драматичному театрі в Антверпені (Бельгія) виконав партію філософа Коллена в опері «Богема» Джакомо Пуччіні.
19 березня 2016 року в залі Рабле театру де-Сен-Маур у м. Сен-Мор-де-Фоссе (Франція),
 20 березня 2016 року у драматичному театрі м. Лонжумо (Франція) участь у гала-концертах «Гранд Опера Гала».
21 березня 2016 року участь у гала-концерті «Гранд Опера Гала» у театрі муніципалітету Міранд (Франція).
23-24 березня 2016 р. виконував партії Смерті і Гучномовця в опері «Імператор Атлантиди» Віктора Ульманна у Ліонській національній опері (Франція).
31 березня 2016 року у драматичному театрі м. Лонжумо (Франція) участь у гала-концерті «Гранд Опера Гала».
14, 15 квітня і 20 квітня 2016 року оперу Леоша Яначека «Пригоди лукавої Лисички» було презентовано на сцені оперного театру м. Массі (Ессонн).
23 квітня на сцені Культурного центру Жоеля Ле Теула м. Сабле-сюр-Сарт (Франція), 29-30 квітня 2016 року на сцені найбільшого театру м. Ле-Мана (Франція) виконував партії Борсука, Священика й Лісника в опері «Пригоди лукавої Лисички».
15 травня 2016 р. у «Куполі». Театрі виконавського мистецтва виконав партію Марселя в опері «Богема» Дж. Пуччіні у супроводі симфонічного оркестру Національної опери м. Русе (Болгарія), диригент Михаіл Тодоров.
25-27 травня 2016 року відбулись концерти у храмі Святої Трійці в м. Ліоні (Франція). Саме 25 травня 2016 р. виконував «Стабат Матер» Джоаккіно Россіні на вшанування пам'яті Миколи Кацала.
Однак, найулюбленішою була партія Мефістофеля в опері Ш.Гуно «Фауст». Звідси з'явився позивний Міф, з яким Василь Сліпак воював на передовій.

## Громадська діяльність

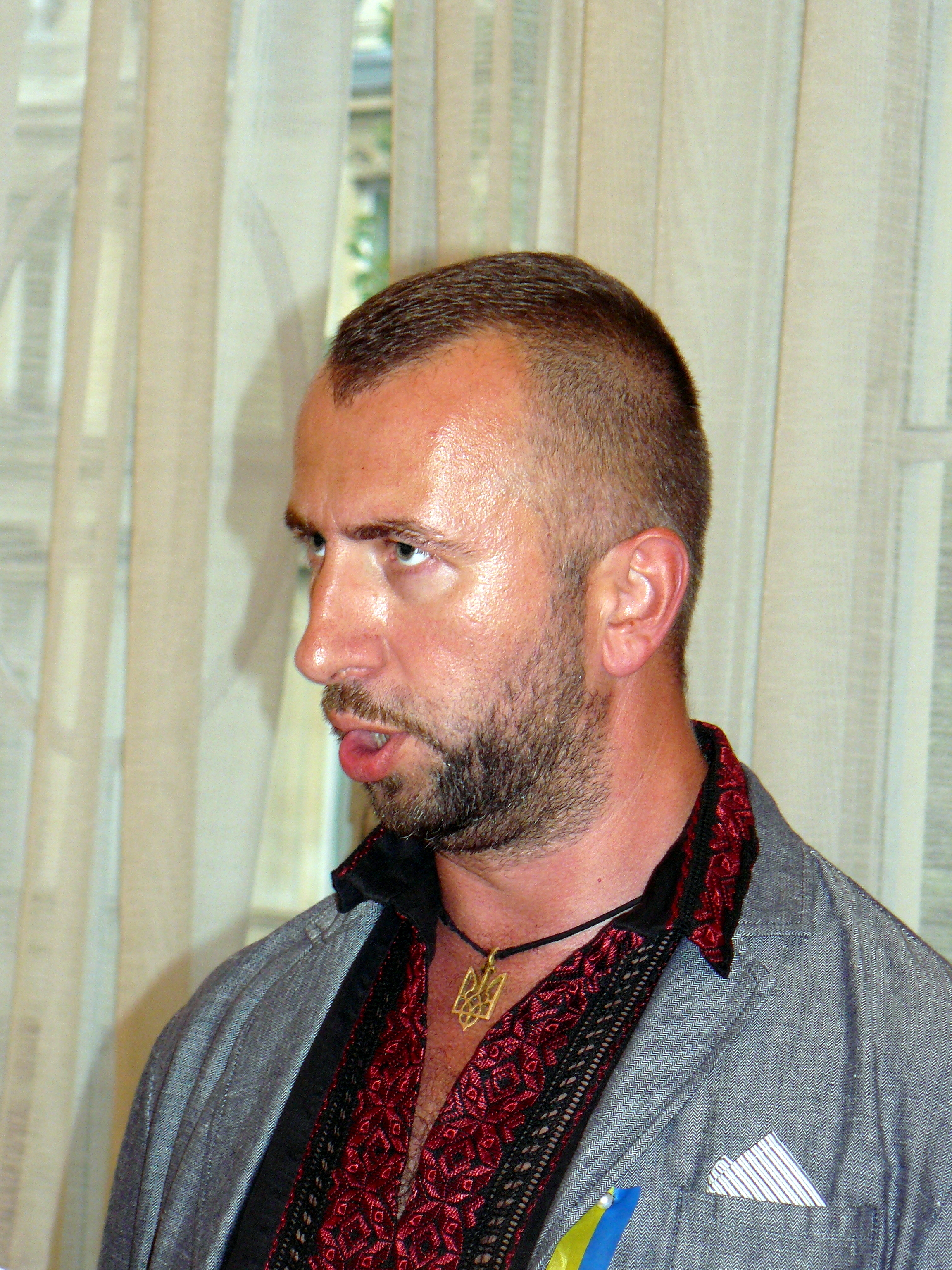
Василь Сліпак у Культурно-інформаційному центрі Посольства України у Франції, 27.06.2014 р.

На початку 90-х, відразу після проголошення незалежності, Василь Сліпак із братом Орестом, солідаризуючись із людьми з особливими потребами, були серед перших, які долучилися до руху «Віра і світло», спільнота «Веселка», що утворилася при храмі свв. Володимира і Ольги у Львові.
Влітку 1993 та 1994 рр., спільно з командою Міжнародної федерації Ларш із Канади (котру очолював відомий богослов і проповідник Генрі Ноуен), брати допомагали організовувати духовні притулки для молоді. Василь певний час співав у хорі церкви свв. Володимира і Ольги, парафіянином якої був.. Генрі Ноуен неодноразово згадує Василя у своїх «Українських щоденниках».
Разом з братом Орестом організовував концерти у колоніях для неповнолітніх, аби морально підтримати тих, хто опинився за ґратами.
У 2004 році був активним учасником Помаранчевої революції.
Співак 19 років прожив у Парижі. За цей час йому двічі пропонували французьке громадянство, і двічі він відмовлявся, бажаючи бути громадянином України.

### Під час Революції гідності
Під час Революції гідності мав контракт в Опері — не міг прибути до Києва. Та з початком Євромайдану очолив волонтерський рух — координував у Франції громадські акції, спрямовані на підтримку України. Співак став активним учасником усього, що відбувалося в діаспорі: підтримав Паризький Євромайдан, який триває від 24 листопада 2013 року. 24 листопада в Парижі на площі Прав людини (Трокадеро) навпроти Ейфелевої вежі відбулася акція на підтримку Євромайдану в Україні. На заклик Репрезентативного комітету української громади Франції з Парижа та інших міст Франції близько 300 осіб вийшли на мітинг під прапорами України та ЄС.. Очолив волонтерський рух і координував у Франції акції на підтримку України. Постійно відправляв на Майдан передачі з гуманітарною допомогою, збирав гроші, влаштовував благодійні концерти.
Василь Сліпак організував проведення регулярних публічних лекцій для представників засобів масової інформації, освіти та політики, що допомагало правдиво висвітлювати події в Україні.
12 січня 2014 року у Парижі провів мітинг солідарності на підтримку Євромайдану.
Брав участь в акції на підтримку російського телеканалу «Дождь» 9 лютого 2014 р. у Парижі.
Організував і провів 16 лютого 2014 року Артмайдан-маніфестацію, котра супроводжувалася виступами музикантів, співаків, художників, акторів, що підтримували українських протестувальників.
Був серед активістів, які 19 лютого 2014 року біля українського посольства організували акцію вшанування пам'яті людей, розстріляних 18 лютого 2014 року на вул. Інститутській.

### Після початку російської агресії

#### Акції проти російської агресії у Франції
5 березня 2014 року провів у Парижі чергову людну маніфестацію проти агресії Росії. За ініціативи активістів Об'єднання Євромайдан Париж, українці пікетували Міністерство закордонних справ Франції із закликами до дипломатів, спонукати світову спільноту, залучити всі можливі дипломатичні, економічні, інформаційні та інші засоби для припинення загарбницького втручання Росії у внутрішні справи України.
5 червня 2014 року неподалік будівлі Національної асамблеї Франції українські, сирійські й російські активісти провели акцію протесту проти візиту Путіна до Парижа. Організаторами з української сторони були учасники Паризького «Євромайдану», котрий став уже 41-м у французькій столиці. Вів мітинг Василь Сліпак.
З нагоди Дня Незалежності України 24 серпня 2014 року організував і провів у Парижі акцію «Смайли для України» — фотосесію учасників в українському національному одязі.
4 вересня 2014 року у Парижі, на площі Трокадеро, біля Палацу Шайо, брав участь в акції протесту проти продажу «Містралів» Росії.
У жовтні 2015 року Міжнародна ініціативна група української діаспори, до складу якої увійшли — Василь Сліпак, Ірина фон Бург, Володимир Когутяк, організувала й провела антивоєнну акцію Stop Putin's War In Ukraine.
Був серед активістів ініціативи «Євромайдан Бордо» («Collectif Euromaidan Bordeaux»), які, створивши відповідну петицію, у грудні 2015 р. домоглися скасування показу російського фільму «Крым. Путь на Родину», що розповідає про анексію півострова.
28 лютого 2016 року у Парижі узяв участь у мітингу на знак протесту проти російської агресії в Україні та з нагоди другої річниці анексії Криму Російською Федерацією.
8 березня 2016 року під стінами МЗС Франції близько 30 українських, російських та французьких активістів вимагали ембарго на російську нафту, а також блокування системи SWIFT.
8 червня 2016 року організував у Парижі протест українців перед Сенатом Франції і наступного дня перед
Національною Ассамблеєю в ході дискусії про необхідність скасування санкцій проти Росії.
10 червня 2016 року організував Міжнародний марш «Stop Putin War in Ukraine!», в якому взяли участь близько 30-ти країн світу. Акція мала великий вплив на рішення про продовження санкцій Європейського Союзу проти РФ.

#### Асоціація «Оперні виконавці— дітям»
З метою пояснення французькій аудиторії мовою мистецтва ситуації в Україні й зібрати достатньо грошей на допомогу дітям жертв війни, щоб надати притулок, нагодувати та запропонувати їм якомога більше підтримки 12 липня 2014 року Василь Сліпак спільно з колегами, відомими європейськими оперними співаками, а саме: Ґоша Ковалінська (мецо-сопрано), Ґійом Дюссо (бас), Тьєрі де Марслі (тенор) створив Фонд «Opera friends for children/Оперні виконавці — дітям», гуманітарну некомерційну організацію.
Відповідно до законодавства Францу́зької Респу́бліки 10 жовтня 2014 року змінили назву на Асоціація «Opera friends for children/Оперні виконавці — дітям».
Співаки організували й провели серію концертів, всі кошти від яких перераховані на потреби дітям. Кожен музикант, співак і диригент працює безкоштовно.
Перший концерт на допомогу українським дітям відбувся 9 листопада 2014 року у соборі м. Сен-Жені-Лаваль (Франція). В інтерпретації Марджорі Маурі (сопрано), Гоші Ковалінської (мецо-сопрано), Тьєрі де Марслі (тенор), Василя Сліпака (баритон), Ґійома Дюссо (бас) прозвучав Реквієм, ре мінор, Op. 48 Ґабріеля Форе у супроводі Андрія Шевчука (фортепіано).
28 листопада 2014 року відбувся концерт у соборі святого Володимира Великого у Парижі. Василь Сліпак виконував Реквієм, ре мінор, Op. 48 Ґабріеля Форе.
Повернувшись із війни, у 2015 р., продовжив волонтерську діяльність: давав благодійні концерти в Українському центрі у Парижі, допомагав дітям-сиротам, які втратили батьків на війні.
13 лютого 2016 року у каплиці Паризької верфі виконував Реквієм, ре мінор, Op. 48 Ґабріеля Форе.
16 квітня 2016 року у храмі Нотр-Дам-дю-Мон-Кармель м. Барселонн-дю-Жер (Франція) продовжує серію концертів виконання класичної музики. Виконував Реквієм, ре мінор, Op. 48 Ґабріеля Форе.

#### Благодійна організація «Українське братство»
У Парижі 21 грудня 2014 року разом із друзями вшанував пам'ять 17 полеглих бійців 40 батальйону ЗСУ. Блакитно-жовті стрічки з прізвищами загиблих героїв причепили до новорічної ялинки, подарованої Москвою і встановленої навпроти собору Паризької Богоматері. Цього дня створив благодійну організацію «Українське братство/Fraternité Ukrainienne», яка й понині допомагає українським захисникам.
Українське братство організовувало благочинні концерти та ярмарки, збирало пожертви громади на допомогу фронту під час українських мітингів та демонстрацій. На гроші, зібрані на одному з мітингів у січні 2015 року, Василь зорганізував купівлю машини «Форд» для «Правого сектора»., на наступному — повний комплект одностроїв та взуття для добровольчого батальйону «Карпатська Січ». Спільно з піаністкою Людмилою Чичук 25 березня 2015 року організував у Парижі концерт на підтримку батальйону ОУН.
9 травня 2015 року у Паризькій церкві Сен Мері Василь Сліпак організував, під егідою «Fraternité Ukrainienne/Українського братства», благодійний концерт української та класичної музики «Ми можемо! Ми зробимо!» У ньому взяли участь українські митці, які працюють у Франції: сам Василь Сліпак, а також — Олександр Куконін, Андрій Малахов, Олександра Діденко, Ольга Дубинська, Олександра Майєт та Ірина Кушлярук.
30 травня 2015 року у Культурному центрі Азербайджанської Республіки у Парижі відбувся благодійний концерт класичної музики, організований спільно «Українським братством» та франко-українською Асоціацією «Медична допомога та Благодійність France-Ukraine». Зібрані кошти були витрачені на запрошення шести дітей загиблих українських воїнів до українського табору у містечку Розе на Сході Франції.

#### Асоціація «Перетинаючи Європу»
Асоціацію «Перетинаючи Європу» (французькою — «A travers l'Europe»), як зв'язок між українськими та європейськими журналістами, науковцями, соціологами, громадськими активістами, створено у 1999 році. З початком війни займається допомогою дітям, вдовам, родинам військових.
До діяльності організації в січні 2015 року долучився В.Сліпак. У квітні його було обрано заступником голови організації. Разом із українськими музикантами і співаками, які працюють чи навчаються в Парижі, під егідою «A travers l'Europe», Василь організував 14 липня 2015 р. у Культурно-інформаційному центрі Посольства України Франції благочинний концерт на користь сиріт війни в Україні та дітей воїнів — захисників Батьківщини. Прозвучали твори української музики та західних композиторів. Завдяки зібраним коштам влітку та восени 2016 року було запрошено дітей-сиріт війни на відпочинок в Україну.
За тиждень до поїздки на фронт, у червні 2016 р., Василь провів кілька днів у Розе (Франція): разом з іншими активістами української громади готував територію для відпочинку дітей, полеглих у Війні на Сході України Героїв. Співак сам перекладав для візового центру документи запрошених дітей.
Почесним головою асоціації є Василь Сліпак — посмертно.

#### Інші благодійні заходи
27 червня 2014 року взяв участь у благодійному концерті, що відбувся в Культурно-інформаційному центрі Посольства України у Франції. Виконав «Щаслива будь» на муз. В. Барвінського, сл. Б. Лепкого.
Брав участь у благодійній виставці-ярмарку української культури, яка відбулася 19 квітня 2015 року у м. Венсенні (Франція) за співпраці двох українсько-французьких асоціацій «АРТ культура і креативність» та «Ідеї без кордонів».
У січні 2016 року брав участь у доброчинному концерті, що відбувся у Культурно-інформаційному центрі Посольства України у Франції у рамках ART-проекту Людмили Чичук «Сила мистецтва».

## Участь у війні на Сході України
Уперше поїхав на війну у травні 2015 р. Пробув там понад місяць. Позивний «Міф» на честь Мефістофеля з'явився відразу. Воював у Пісках у районі Донецького аеропорту. Брав участь у боях за Авдіївку у складі 1-ї окремої штурмової роти 7-го окремого батальйону Доброво́льчого українського ко́рпусу (ДУК ПС) — не через політичні переконання, поїхав туди, де брали добровольців. Повернувся пораненим.
Василь не планував повністю віддаватися війні. Просто був дуже активною людиною. Для нього важливо було знаходитися там, де він потрібен: на сцені і на війні.
|  | Як чоловік, можу бути на війні, а як артист – можу робити максимальну промоцію України у Франції. |

Вдруге поїхав на фронт у вересні 2015 року, у с. Водяне під Маріуполем, на лінію зіткнення, у жовтні повернувся до Парижа.
Улітку 18 червня 2016 року втретє поїхав на Донбас, щоб доправити зібрану допомогу захисникам-добровольцям, і планував залишитися там на півроку. Але 29 червня 2016 року, виконуючи бойове завдання як кулеметник у складі 1-ї штурмової роти Добровольчого українського корпусу «Правий сектор» (ДУК ПС), загинув у бою близько 6:00 від ворожої кулі калібру 12.7 мм, яку випустив снайпер з великокаліберної гвинтівки.
Василь Сліпак ціною власного життя врятував побратимів. Українські захисники відбили атаку російських збройних формувань на смт Луганське (Бахмутський район Донецька область) з боку міста Дебальцеве та перейшли у контрнаступ, посунувши противника з двох укріплених позицій на висотах поблизу с. Логвинове.

## Прощання зі співаком
30 червня 2016 року у м. Дніпрі відбулося прощання із В.Сліпаком. На жалобну церемонію в обласній лікарні імені І.І. Мечникова прийшли сотні людей. Відспівав Василя Сліпака протоієрей УПЦ КП о. Дмитро Поворотний. Після прощання тіло співака доправили до Львова.
1 липня 2016 року поминальне богослужіння, яке очолив Преосвященніший владика Венедикт, єпископ-помічник Львівської Архиєпархії УГКЦ, відбулося в Гарнізонному храмі святих апостолів Петра і Павла. Тисячі львів'ян прийшли попрощатись із Новітнім Героєм України, всесвітньо відомим оперним співаком. Разом з архиєреєм за упокій душі Героя молились: о. Степан Сус, настоятель Гарнізонного храму та Голова Центру Військового Капеланства ЛА УГКЦ, о. Богдан Прах, ректор Українського католицького університету, військові капелани та священнослужителі УГКЦ, духівництво РКЦ та УПЦ КП.

Василя Сліпака поховали на Личаківському цвинтарі на полі почесних поховань № 76.

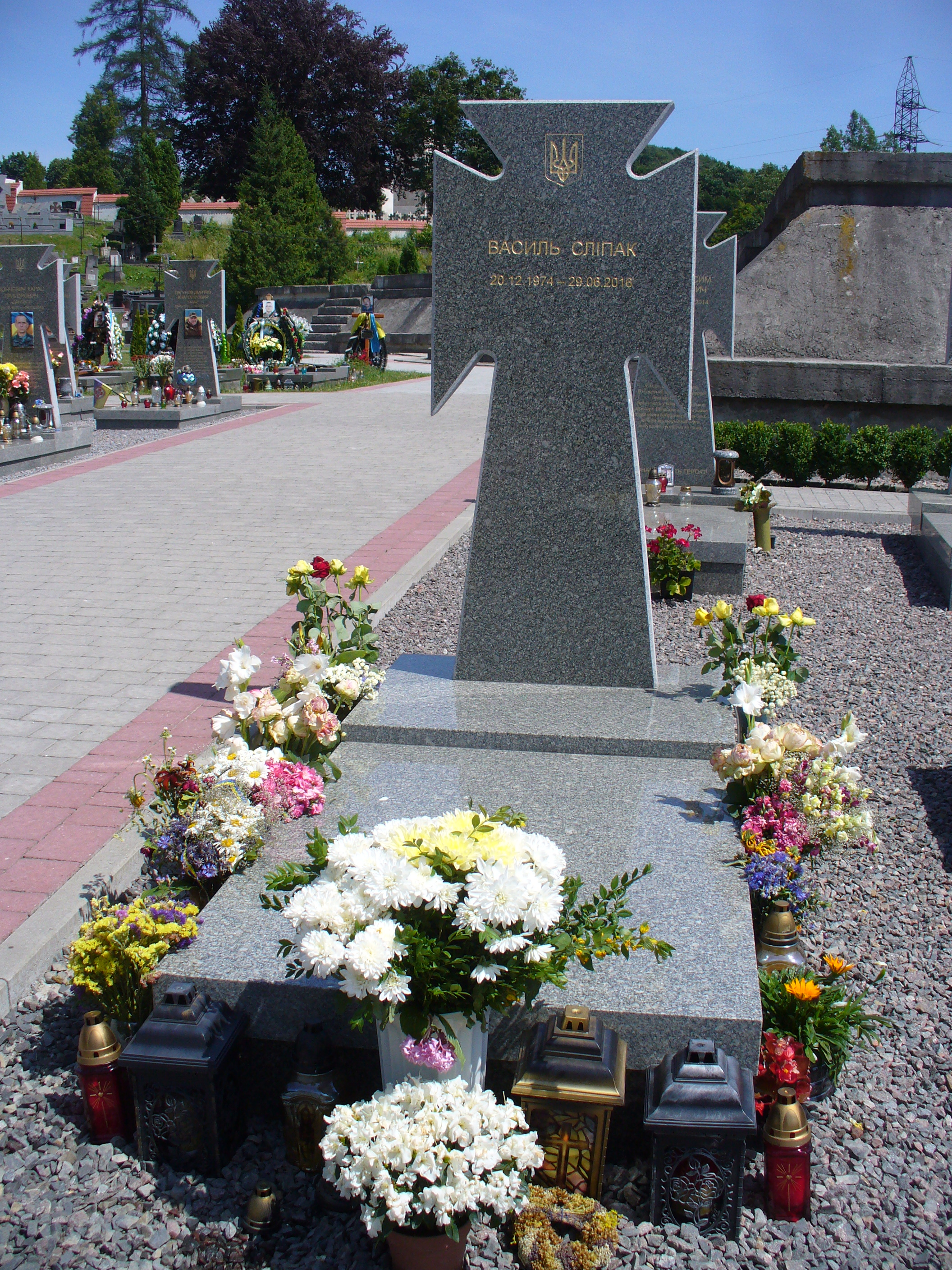
Пам'ятник на могилі

22 листопада 2018 року на Личаківському цвинтарі завершили встановлення пам'ятника на могилі Героя України Василя Сліпака. Замовник — управління капітального будівництва Львівської облдержадміністрації. Виконавець — ФОП Володимир Криськів із командою. Художнє оформлення — п. Андрій, обробка гранітної поверхні піскоабразивною сумішшю з повітрям під тиском, виготовлення напису під сусальне золочення, та Володимир Степаник, робота із сусальним золотом. Пам'ятник виготовлений із танського граніту, родовище якого знаходиться біля с. Танське, Уманський район, Черкаська область.
Освячення пам'ятника відбулось 29 червня 2019 року. Вшанувати пам'ять героя в річницю загибелі на Личаківський цвинтар прийшов п'ятий президент України Петро Порошенко.

## Мистецька характеристика

### Стиль
Василь Сліпак полонив глядачів своєрідним голосом та вокальною культурою. Йому, зазвичай, легко вдавалось заволодіти увагою аудиторії, вразити її, викликати у неї найширшу гаму емоцій — здивування, зітхання, радість, захоплення. Він був природний, артистичний на сцені.
Василь умів ансамблювати у хорі, але було видно, що він соліст. Йому притаманні були культура голосу і досконала сценічна гра, впевненість у фразуванні, виразна дикція, свобода орудування «mezza voce», уміле розложення динамічних ефектів, свіжість, справжнє захоплення сценічним образом.
За своїм музично-естетичним розвитком В.Сліпак ішов далеко попереду всіх студентів.
Унікальний голос Сліпака надзвичайно гармонійно поєднувався із його статурою. Він — високий на зріст, привабливої зовнішності, по-французьки галантний — все це викликало адекватну реакцію слухачів.
Школа, культура, техніка — це для нього було понад усе. Проявив себе вдумливим талановитим музикантом.

### Голос
У «Дударику» співав, як мав від природи: дискантом і альтом. Чотири останні роки (1990—1994) — соліст у капелі.
Василь Сліпак мав практику хорового співу, а це висока вокальна техніка, бо на концертах виконували твори Д.Бортнянського, М.Березовського, В. А. Моцарта. За час навчання у капелі був вихований і великою мірою навчений як професіонал.
|  | Його голос я навіть боюсь кваліфікувати певним терміном, бо, мабуть, такого нема. (Микола Кацал, 1995). |

Зберігаючись поруч із мецо-сопрановим тембром, у нього, природно, виростав баритон. Василь і розмовляв баритоном, і співав то баритоном, то мецо-сопрано, що є унікальним явищем. Діапазон його голосу — звуковий обсяг сягає від фа великої октави до ля другої октави — дозволяв виконувати чоловічі баритонові партії, а також — високі сопранові, що є рідкісним явищем у природі й вокальному мистецтві.
У музичному інституті не знали, як працювати із такими можливостями й властивостями голосу, тому вбачали у цьому щось патологічне. Та Леонід Тринос, лікар-фоніатр, виявив у Василя вроджені незвичайно довгі голосові складки, чим і пояснюється природна краса і своєрідність його голосу. В одній особі треба було долати дві програми: як контртенора і як баритона. Була небезпека втратити природу голосу, тому не можна було братись за науку одночасно по всьому його діапазону. Педагог професор Байко Марія Яківна обмежилась поступовою стабілізацією голосу. Навчання проводилось під наглядом лікаря. У 1994 році німецька співачка Маргарет Шміль, яка перебувала з гастролями у Львові, прослухавши Василя, підтвердила його неабиякі вокальні дані та погодилась із тією ж думкою правильного розвитку голосу: спочатку в діапазоні контртенора, підсилюючи поступово розвиток у звучанні баритона.
Василь Сліпак, маючи такий унікальний голос, такий винятковий тембр, філігранно виконував твори, у яких поєднано звучання контртенора і баритона — «Дафенейло» Еріка Саті й «Карміна Бурана» Карла Орфа.
Після перемоги у Клермон-Феррані (1994) французький критик порівнював Василя Сліпака з англійською зіркою Джеймсом Боуманом.
Можна вважати, що саме Франція та її меломани відкрили й визнали феномен українського співака, який заявив про своє цікаве майбутнє у мистецтві.
|  | Він дарує винятковий, рідкісний, нечуваний спів. Після першого року навчання Сліпак утвердився, як живе вокальне чудо. Багато хто з професорів вокалу мріяв би мати його хоч раз у своєму класі. Надзвичайно обдарований сопраніст, володіє тонким, вміло безмежним, що просто зводить з розуму — вібрато — сповненим могутньої сили, що невідомо як вміщається у такому молодому співаку. Ніхто, здається, так не зумів би. Саме йому публіка віддала свій приз. (1994, газета «La Montagne», Франція). |

При можливостях голосу Василя перед ним відкрився репертуар бароко, тобто XVII—XVIII століть, через те й нечасто виконуваний, бо вимагає особливого володіння співом і спеціального тембру голосу.
Його винятковий, феноменальний за своїми якостями тембр, втручаючись у слухове поле людини, створював нову реальність, руйнував, хоча й тимчасово, монотонність повсякденного. Кантата Олександра Козаренка «П'єро мертвопетлює» — це нова музика. Твір створювався «на голос» Василя Сліпака. За словами співака, її виконання потребує багато праці, щоб було виразно чути й текст. Вона атональна, аритмічна, дуже рідко мелодійна. В основному інструментальна. Тому й цінні такі твори, хоча складні для виконання — бо не вокальні, а музика, тобто супровід, не дозволяє чітко доносити текст до слухача.
Педагоги музичного інституту, зокрема, Стефанія Павлишин, професор, доктор мистецтвознавства, Олександр Козаренко, український композитор, піаніст, музикознавець, вважали, що Василеві Сліпаку, аби пізнати естетику і виховання його незвичного голосу, що може звучати у таких високих регістрах, потрібне було вузько спеціалізоване навчання у школах бароко, ренесансу. Такі центри є в Англії та Франції.
Його голос відносно інтонаційної, вокальної культури — дуже гнучкий, тому, що він природний. Він створений нашою українською природою.

## Творчий доробок

### Основні оперні партії
| Оперні партії                            | Опера                     | Автор опери                  |
| ---------------------------------------- | ------------------------- | ---------------------------- |
| Ескамільо                                | «Кармен»                  | Жорж Бізе                    |
| Фігаро                                   | «Весілля Фігаро»          | Вольфґанґ Амадей Моцарт      |
| Рамфіс                                   | «Аїда»                    | Джузеппе Верді               |
| Борис                                    | «Борис Годунов»           | Модест Петрович Мусоргський  |
| Ігор                                     | «Князь Ігор»              | Олександр Порфирович Бородін |
| Гремін                                   | «Євгеній Онєгін»          | Петро Ілліч Чайковський      |
| Дон Жуан, Командор, Мазетто              | «Дон Жуан»                | Вольфґанґ Амадей Моцарт      |
| Ліндорф, Дапертутто, Коппеліус, Міракль  | «Казки Гофмана»           | Жак Оффенбах                 |
| Спарафучіле                              | «Ріголетто»               | Джузеппе Верді               |
| Зарастро, Оратор посвячених, Принц Пріст | «Чарівна флейта»          | Вольфґанґ Амадей Моцарт      |
| Рене, король Провансу                    | «Іоланта»                 | Петро Ілліч Чайковський      |
| Коллен, Марсель                          | «Богема»                  | Джакомо Пуччіні              |
| Мефістофель                              | «Фауст»                   | Шарль Ґуно                   |
| Банко                                    | «Макбет»                  | Джузеппе Верді               |
| Джовàнні да Прòчіда                      | «Сицилійська вечірня»     | Джузеппе Верді               |
| Філіп II, король Іспанії                 | «Дон Карлос»              | Джузеппе Верді               |
| Базиліо                                  | «Севільський цирульник»   | Джоаккіно Антоніо Россіні    |
| Ральф                                    | «Пертська красуня»        | Жорж Бізе                    |
| Граф Родольфо                            | «Сомнамбула»              | Вінченцо Белліні             |
| Дон Альфонсо                             | «Так чинять усі»          | Вольфґанґ Амадей Моцарт      |
| Демон                                    | «Демон»                   | Антон Григорович Рубінштейн  |
| Смерть, Гучномовець                      | «Імператор Атлантиди»     | Віктор Ульманн               |
| Священник, Борсук, Браконьє́р             | «Пригоди лукавої Лисички» | Леош Яначек                  |

### Дискографія

#### Вінілові платівки (LP)
- 2001 — MC Solaar – Cinquieme As[437]

#### Аудіокасети
- 1990 — «Пісня Дударика»[438]
- 1990 — «Свята Літургія»[439]
- 1992 — «Дударик»[440]

#### Лазерні диски

##### DVD
- 1995 — «Дідона і Еней». Опера в 3-х діях.[441]
- 2000 — «Війна і мир» Сергія Прокоф'єва[442]
- 2000 — «Війна і мир» Сергія Прокоф'єва[443]
- 2008 — «Війна і мир» Сергія Прокоф'єва[444]
- 2005 — «Соловей» Ігоря Стравінського[445]
- 2011 — «Імператор Атлантиди» Віктора Ульманна[446]

##### CD
- 1996 — Сольний концерт у Парижі.[37]
- 1997 — «Найкращий Реквієм світу»[447]
- 1998 — «Найкращий Реквієм світу»[448]
- 1999 — «Соловей» Ігоря Стравінського[449]
- 2001 — «Соловей» Ігоря Стравінського[450]
- 2001 — «Нова музика України — композитори, твори, виконавці. Мультимедійна база даних»[451][452]
- 2001 — MC Solaar – Cinquieme As[453]
- 2001 — MC Solaar – Cinquieme As[454]
- 2009 — «Євге́ній Онє́гін»[455]
- 2010 — «Соловей» Ігоря Стравінського[456]
- 2015 — «Імператор Атлантиди» Віктора Ульманна[457][458]
- 2016 — «Імператор Атлантиди» Віктора Ульманна[459]

## Нагороди
- 1994 рік — Гран-прі на 10 Міжнародному конкурсі «Гран-Прі France Telecom» у м. Клермон-Феррані (Франція);[460]
- 1994 рік — Гран-прі глядацьких симпатій на 10 Міжнародному конкурсі «Гран-Прі France Telecom» у м. Клермон-Феррані (Франція);[460]
- 1998 рік — приз «Молода надія» на Міжнародному конкурсі у м. Марманд (Франція);[461]
- 15 жовтня 2011 року[462] став фіналістом Міжнародного оперного конкурсу Armel, здобувши приз «Найкращий чоловічий виступ»;[463]
- 19 вересня 2015 року Святійший Патріарх Київський і всієї Руси-України Філарет нагородив медаллю «За жертовність і любов до України»;[464]
- 30 червня 2016 року — Орден «За мужність» I ст.(посмертно) — за особисту мужність, виявлену у захисті державного суверенітету та територіальної цілісності України, самовіддане служіння Українському народові.[465][466][467]
- 20 лютого 2017 року — звання Герой України та Орден «Золота Зірка» (посмертно) — за виняткову мужність і героїзм, виявлені у захисті державного суверенітету та територіальної цілісності України, самовіддане служіння Українському народові.[468][469]
- 11 березня 2018 року — відзнака ДУК ПС «Бойовий Хрест Корпусу» (посмертно) — вшановуючи пам'ять та засвідчуючи довічне перебування в лавах Добровольчого Українського Корпусу «Правий сектор».[470][471]
- 29 червня 2020 року — статус народного визнання «Лицар Доброї Волі» (посмертно) — за добровольчу участь та виявлений героїзм у бойових діях за волю та незалежність України. Відзнака міжнародного проєкту «Фундація національно-патріотичного єднання і духовності «Лицар Доброї Волі».[472]
- 27 червня 2023 року — відзнака «Почесний знак Святого Юрія» (посмертно).[473]

## Цікаві факти
- Василько-Дударик — так ще змалку називали Василя сусіди.[474]
- У час, коли Василь Сліпак почав віднаходити свій особливий дар — унікальний контртенор, який звучав як поважне мецо-сопрано, він із Юрієм Коласою на одній репетиції «Дударика» імітував Монсеррат Кабальє та Фредді Мерк'юрі, виконавши «Барселону». Це всім дуже сподобалося, і відтоді при кожній нагоді їх просили заспівати це ще раз.[475]
- Юрій Кочубей, Надзвичайний і Повноважний Посол України у Французькій Республіці (1992—1997), першим на офіційному рівні інформував Україну про перемогу у м. Клермон-Феррані у 1994 р.
- Партії чотирьох дияволів з опери Оффенбаха «Казки Гофмана» на півдні Італії Василеві Сліпаку згадували дуже довго. Глядачі аплодували стоячи і казали, що він — природжений Мефістофель.[476]
- У Ліонській опері (Франція) 25 травня 2014 року в «Аїді» вийшов на сцену з прапором України.[477]
- Посилка з особистих речей оперного співака Василя Сліпака довела колишнього бійця АТО до сліз.[478]
- «Місяць на небі» — улюблена пісня Василя Сліпака.[479]
- Як на передовій рятував братів наших менших.[480]
- Володимир Омелян, міністр інфраструктури України, двоюрідний брат співака.[481][482]
- Перший доброволець, якого визнала офіційна влада й нагородив Президент України Петро Порошенко.
- Василь Сліпак — народний Герой України — «Вашингтон пост».[483]
- Проект «Дзеркала тижня. Україна» показує долю України через долі різних людей.[484]
- Звернення Львівської міської ради до Голови Верховної Ради України А.Парубія щодо внесення подання до Президента України про присвоєння почесного звання «Герой України» посмертно львів'янину Василю Сліпаку, який загинув в зоні АТО.[485]
- Міський голова Львова Андрій Садовий від імені громади міста звернувся до Президента України з ініціативою надати звання «Герой України».[486][487]
- Співак надихнув Дану Павличко на створення путівника Awesome Lviv.[488] Презентація 11.11.2016 р.[489]
- Колегія Міністерства культури України рекомендувала Національній музичній академії України присвоїти Великому залу Академії ім'я Василя Сліпака.[490]
- У мультимедійному залі музейного комплексу «Громадянський подвиг мешканців Дніпропетровщини», або скорочено — «Музей АТО», можна почути голос співака.[491]
- 10 квітня 2017 р. нагороду «Зірка Героя» отримали батьки Василя Надія Василівна та Ярослав Володимирович.[492]
- Людмила Огнєва, дослідниця української вишивки, за фотографією відтворила орнамент сорочки Василя Сліпака.[493]
- 27 січня 2018 р. українська громада Франції звернулася до міністра закордонних справ України Павла Клімкіна з проханням надати ім'я Василя Сліпака, Героя України, соліста Паризької національної опери, українському культурно-інформаційному центру у Франції[494]
- Перебуваючи на передовій, перекладав французькою мовою фільм української продюсерки «Ми воїни».[495]
- Селекціонер Ігор Хорош вивів новий сорт ірисів і назвав «Василь Сліпак».[496]

### Відеоархів

#### Опери
| Рік       | Партія                   | Опера                           | Примітки |
| --------- | ------------------------ | ------------------------------- | --- |
| 2000 року | Другий німецький генерал | «Війна і мир», Сергій Прокоф'єв | Франція. Опера Бастилія. Оркестр і хори Опери Бастилії. Диригент — Гарі Бертіні. Тривалість: 3.31.17 хв                                            |
| 2004 року | Перший японський посол   | «Соловей», Ігор Стравінський    | Франція. Опера Бастилія. Оркестр і хори Опери Бастилії. Диригент — Джеймс Конлон. Тривалість: 48.09 хв                                             |
| 2012 року | Дон Жуан                 | «Дон Жуан», В. А. Моцарт        | Це був адаптований варіант постановки опери для юного глядача, автор Франсіс Ніколас, мистецька компанія «Ніагара» (Франція). Тривалість: 29.16 хв |

#### Партії з опер
| Рік                     | Партія                                                   | Опера                                                                        | Примітки |
| ----------------------- | -------------------------------------------------------- | ---------------------------------------------------------------------------- | --- |
| вересень 2012 року.     | Рамфіс, верховний жрець                                  | «Аїда». Джузеппе Верді.                                                      | У супроводі симфонічного оркестру. Франція. У залі опери просто неба (Париж). Тривалість: 4.46 хв                                                                                             |
| липень 2013 року.       | Ескамільо                                                | «Кармен». Жорж Бізе.                                                         | На Фестивалі оперети — Екс-ле-Бен (Франція). У супроводі симфонічного оркестру, диригент Андрій Шевчук. Тривалість: 6.01 хв . Запис: Festival de l'opérette d'Aix les Bains. Тривалість 5.45. |
| липень 2013 року.       | Ескамільо                                                | «Кармен». Жорж Бізе.                                                         | На Фестивалі оперети — Екс-ле-Бен (Франція). Партію Кармен виконує Гоша Ковалінська. У супроводі симфонічного оркестру, диригент Андрій Шевчук. Тривалість: 2.05 хв                           |
| 24-25 травня 2014 року. | Рамфіс                                                   | «Аїда». Джузеппе Верді.                                                      | У залі «Амфітеатр 3000» на 3220 місць у Ліоні (Франція). У супроводі симфонічного оркестру, диригент Андрій Шевчук. Тривалість: 11.07 хв (з хв 8.02).                                         |
| 7 листопада 2015 року.  | Смерть, Гучномовець, «Імператор Атлантиди» Віктор Ульман | У супроводі симфонічного оркестру Опери Грасліна. Диригент Річард Боудгарам. | В оперному театрі Граслін м. Нанта (Франція). Тривалість: 7.46 хв |
| 2 грудня 2015 року.     | Тореадор                                                 | «Кармен». Жорж Бізе.                                                         | У театрі м. Пюто (Франція). У супроводі симфонічного оркестру Національної опери м. Русе (Болгарія), диригент Михаіл Тодоров. Тривалість: 5.22 хв                                             |
| 15 січня 2016 року.     | Лікар, Борсук «Пригоди лисички-шахрайки» Леош Яначек.    | У супроводі симфонічного оркестру. Диригент Лаурент Куніот.                  | Компанія «Arcal» (Франція). На сцені оперного театру м. Безансона (Франція) Тривалість: 6.45 хв                                                                                               |

#### Концертне виконання творів
| Рік                      | Арія, опера                                                                                 | Примітки | |
| ------------------------ | ------------------------------------------------------------------------------------------- | --- | --- |
| квітень 1995 року        | Аріозо Керубіно, «Весілля Фігаро». В. А. Моцарта                                            | Київ, Національний палац мистецтв «Україна». Телеппрограма «Класік-прем'єр». Автори та ведучі: Тетяна Міленіна та Віктор Лифанчук.                                                                            | Заслужений академічний симфонічний оркестр Національної радіокомпанії України, диригент — Володимир Сіренко. Запис Національна телекомпанія України. Тривалість: 4,02 хв |
| 8-10 грудня 1995 року    | Юнга, «Дідона й Еней». Генрі Перселл                                                        | Львів. Перше концертне виконання (мовою оригіналу) в Україні опери англійського барокового композитора. | Акт II, частина I. Камерний оркестр Львівської музичної академії «Perpetuum Mobile», музичний керівник та диригент — Георгій Павлій, хор студентів ЛДМІ ім. М. Лисенка (керівник — Ярослав Гнатовський). — Василь Сліпак. Зал органної та камерної музики. Запис Львівської студії радіо і телебачення. Тривалість: 7.25 хв |
| 8-10 грудня 1995 року    | Юнга, «Дідона й Еней». Генрі Перселл                                                        | Львів. Перше концертне виконання (мовою оригіналу) в Україні опери англійського барокового композитора. | Акт II, частина I. Камерний оркестр Львівської музичної академії «Perpetuum Mobile», музичний керівник та диригент — Георгій Павлій, хор студентів ЛДМІ ім. М. Лисенка (керівник — Ярослав Гнатовський). — Василь Сліпак. Зал органної та камерної музики. Запис Львівської студії радіо і телебачення. Тривалість: 7.25 хв |
| травень 2006 року.       | «Зізнання у коханні»                                                                        | Твори на вірші О.Пушкіна, музика Ю.Гальперіна. | У супроводі автора — Юлія Гальперіна. Театр «Аталант». Париж (Франція). |
| 24 серпня 2008 року.     | «Ой зійшла зоря»                                                                            | (Почаївська дума). Обробка слів — О.Грама, обробка мелодії — М.Леонтович. | У супроводі хору «Дударик». Диригент Дмитро Кацал. Львів, проспект Т.Шевченка. Концерт до Дня незалежності України. Автор: Орест Сліпак.The Wassyl Slipak Foundation |
| 24 червня 2010 року.     | Борис Годунов, «Борис Годунов» Модест Мусоргський                                           | Спільно із Міжнародним оркестром Парижа під керівництвом Аміна Койдера. | ЮНЕСКО, Амфітеатр, Париж. Тривалість: 15.59 хв |
| 2010 рік.                | Алеко, «Алеко». Сергій Рахманінов                                                           | (Весь табор спит). У супроводі Наталії Медведєвої. | Париж. Тривалість: 5.56 хв |
| 10 лютого 2010 року.     | Базиліо, «Севільський цирульник». Джоаккіно Россіні                                         | У супроводі симфонічного оркестру «Bel'Arte». Диригент Річард Боудгарам. | Париж. Тривалість: 5.56 хв |
| 15 жовтня 2011 року.     | Тореадор, «Кармен». Жорж Бізе                                                               | У супроводі симфонічного оркестру. | З арією Тореадора з опери «Кармен» здобув приз 4-го Міжнародного оперного конкурсу Armel «Найкращий чоловічий виступ». Сегед (Угорщина). Тривалість: 5.52 хв |
| 19 жовтня 2012 року.     | Реквієм Дж. Верді                                                                           | у супроводі «Accords Libres», ансамблю вокалістів м. Брессюїр (Франція) | м. Ніор (Франція). Тривалість: 5.36 хв Ensemble Choral Coream. 05.07.2016 р.The Wassyl Slipak Foundation |
| 9 грудня 2012 року.      | Німецький реквієм. Й.Брамс                                                                  | У супроводі Еріка Беауфохера та Флорента Мальгевеля та хору під керуванням Філіпа Пеатіера. Частина 3 — Herr, lehre doch mich, dass ein Ende mit mir haben muss («Господи, навчи мене…»). Тривалість: 3.46 хв | У церкві м. Сен-Гальм'є (Франція). |
| 2012 рік.                | Мефістофель (серенади), «Фауст». Шарль Ґуно                                                 | У ЮНЕСКО, Париж (Франція). Спільно із Міжнародним оркестром Парижа під керівництвом Аміна Койдера. | Тривалість: 2.40 хв |
| 2012 рік.                | Мефістофель (куплети), «Фауст». Шарль Ґуно                                                  | У ЮНЕСКО, Париж (Франція). У супроводі симфонічного оркестру «Bel'Arte». Диригент Річард Боудгарам. | Це була улюблена арія В. Сліпака. Звідси позивний «Міф», з яким воював на передовій. Тривалість: 2.26 хв |
| 2012 рік.                | Лепорелло, слуга Дон-Жуана. «Дон Жуан». Вольфґанґ Амадей Моцарт                             | У супроводі симфонічного оркестру «Bel'Arte». Диригент Річард Боудгарам. | Тривалість: 6.19 хв |
| 2012 рік.                | Дон Жуан, «Дон Жуан». Вольфґанґ Амадей Моцарт                                               | Адаптований варіант для юного глядача. Автор Франсіс Ніколас. | Культурно-мистецький проект компанії «Ніагара». (Франція). Тривалість: 29.16 хв |
| 18 липня 2013 року.      | Mentre gonfiarsi l'anima. Концерт «Верді-Гала»                                              | У супроводі камерного оркестру «Нова Європа». Диригент Ніколас Краузе. | У Палаці герцогів Бургундських м. Діжона (Франція). Тривалість: 6.47 хв |
| 18 липня 2013 року.      | «Libiamo». Концерт «Верді-Гала»                                                             | У супроводі камерного оркестру «Нова Європа». Диригент Ніколас Краузе. | У Палаці герцогів Бургундських м. Діжона (Франція). Тривалість: 3.09 хв |
| 29 вересня 2013 року.    | Князь Ігор, «Князь Ігор». Олександр Бородін                                                 | 5-й бієнале Музичні зустрічі на Луарі (Франція). | У Палаці герцогів Бургундських м. Діжона (Франція). Тривалість: 6.47 хв |
| 6 березня 2014 року.     | Гремін, «Євгеній Онєгін». Петро Чайковський                                                 | Концерт франко-російської дружби. | У Російському центрі науки і культури у Парижі (Франція). Тривалість: 5.57 хв |
| 6 березня 2014 року.     | Алеко, «Алеко». Сергій Рахманінов                                                           | Концерт франко-російської дружби. | У Російському центрі науки і культури у Парижі (Франція). Магалі Альбертіні (фортепіано). Тривалість: 5.37 хв |
| 9 березня 2014 року.     | «Ой зійшла зоря». (Почаївська дума). Обробка слів — О.Грама, обробка мелодії — М.Леонтович. | Концерт до Дня народження Т. Г. Шевченка. Париж. 09.03.14.. | У соборі святого Володимира Великого у Парижі (Франція). Автор: Леся Микитин. Тривалість: 4,46 хв |
| 20-21 березня 2014 року. | «Месія». Георг Фрідріх Гендель                                                              | У супроводі 200 хористів та камерного оркестру «Нова Європа». Диригент Ніколас Краузе. | Виконання у церквах міст Сен-Перре, Сен-Жермен (Франція). Тривалість: 3.25 хв |
| 10 травня 2014 року.     | «Mentre gonfiarsi l'anima» з опери «Аттіла» Джузеппе Верді.                                 | У супроводі хору м. Монружа (Франція) та камерного оркестру «Нова Європа». Диригент Ніколас Краузе. | Виконання у залі дзвіниці м. Монружа, що на сьогодні є культурним центром і Салоном сучасного мистецтва Монружа (Франція). Тривалість: 6.47 хв The Wassyl Slipak Foundation |
| 27 червня 2014 року.     | «Щаслива будь». муз. Василя Барвінського, сл. Богдана Лепкого.                              | Концертмейстер — Ірина Рябчун. | Український культурно-інформаційний центр. Париж (Франція). Тривалість: 2.53 хв |
| 4 листопада 2014 року.   | Базиліо, арія «La calunnia è un venticello», «Севільський цирульник». Джоаккіно Россіні     | У ЮНЕСКО, Париж (Франція). У супроводі симфонічного оркестру. | Гала-концерт пам'яті Бориса Христова. Париж (Франція). Тривалість: 4,22 хв . Тривалість: 1.25.24 хв |
| 4 листопада 2014 року.   | Мефістофель (куплети), «Фауст». Шарль Ґуно                                                  | У ЮНЕСКО, Париж (Франція). У супроводі симфонічного оркестру. | Гала-концерт пам'яті Бориса Христова. Париж (Франція). Тривалість: 2,15 хв . Тривалість: 1.25.24 хв |
| 14 липня 2015 року.      | Благодійний концерт у Парижі.                                                               | У Культурно-інформаційному центрі Посольства України у Франції благочинний концерт на користь сиріт війни в Україні та воїнів — захисників Батьківщини.                                                       | Автор: Володимир Шпиньов. Тривалість: 1.16 хв . Тривалість: 22,15 хв . Тривалість: 14.06 хв |
| 2016 рік.                | «Два кольори» О.Білаш, Д.Павличко.                                                          | Ярмарок в Українському культурному центрі в Парижі. | Доземний уклін тобі козаче, і вічная пам'ять! Тривалість: 3,35 хв |

#### Інтерв'ю
| Рік                    | Подія                                                                                           | Примітки                                             | |
| ---------------------- | ----------------------------------------------------------------------------------------------- | ---------------------------------------------------- | --- |
| 18 червня 2015 року    | Сліпак: Я раджу всім чоловікам поїхати в зону АТО, щоб зрозуміти — війна скоро скінчиться.      | Громадське Телебачення                               | Тривалість 16.10 хв |
| 23 червня 2015 року    | Василь Сліпак. Як оперний співак з Парижа став добровольцем на Донбасі.                         | Громадське Телебачення                               | Василь Сліпак — з одного боку — француз. У Парижі живе вже 19 років, працює в тамтешній опері. З іншого боку Василь Сліпак — український військовий, доброволець. На фронті він з 7 окремим батальйоном Добровольчого українського корпусу. Десь на передових позиціях. Позивний у нього «Міф». Співає на передовій мало, більше стріляє. Як все це поєдналось в його житті? Тривалість 7.08 хв |
| червень 2015 року      | Короткометражний фільм: Василь Сліпак — позивний «Міф».                                         |                                                      | На фронті він з 7 окремим батальйоном Добровольчого українського корпусу. Позивний у нього «Міф». Тривалість 12.25 хв |
| літо 2015 року         | Портрет Митця з Уляною Глинчак. Vasyl Slipak: In Memoriam of a Hero of Ukraine.                 | Телеканал «Kontakt Ukrainian TV3» (Торонто, Канада). | Автори: Андрій Головатий, Уляна Глинчак. Тривалість 10,56 хв |
| літо 2015 року         | Василь Сліпак. Париж. Літо 2015… Такий, яким ми його пам'ятатимемо.                             | Автор: Stojaru Svit                                  | У Культурно-інформаційному центрі Посольства України у Франції. Тривалість 9,24 хв |
| 22 вересня 2015 року   | Зі сцени — на фронт.                                                                            | Канал СТБ. Вікна-новини — 22.09.2015 р.              | Тепер його партія на лінії вогню. Автори: Ганна Чалова, Олександр Ліфанов. Тривалість 4.53 хв |
| 2015 року              | Оперний співак із Франції на війні в Україні.                                                   | Громадське Телебачення.                              | Автори: Віталій Гриньов, Артем Лютий. Тривалість 4,36 хв |
| 24 листопада 2015 року | Співак — вояк: зі сцени в зону АТО.                                                             | Канал «СТБ». Вікна-новини.                           | Залишив сцену «Гранд-опери» й пішов на фронт. Пройшовши найгарячіші місця Донбасу, він повернувся на французьку сцену. Автор: Ірина Драбок. Тривалість 4.12 хв |
| лютий 2016 року        | Пам'яті Василя Сліпака. Розмова лютий 2016. Париж.                                              | Канал Перший Ukraine.                                | Частинку цього відео ми використали для англомовної історії про Василя для телеканалу Перший Ukraine. Саме тому мої запитання звучать англійською, а Василь відповідає українською. Світла, щира, мудра і сильна Людина. Друг. Однодумець. Свій. Автор: TheUAKate. Тривалість 17,52 хв |
| червень 2016 року      | Апошняе інтэрвʼю опернага спевака, які загінуў на Данбасе / Василий Слипак: последнее интервью. | Телеканал «Белсат»                                   | Таленавіты барытон Васіль Сліпак цягам апошніх 19 гадоў жыў у Францыі. Калі пачалася вайна, ён пайшоў добраахвотнікам на вайну. 29 чэрвеня ён загінуў ад кулі снайпера. Автор: Антось Цялежнікаў. Тривалість 6,52 хв |

#### Євромайдан-Париж
| Рік                 | Подія | Примітки                                      |
| ------------------- | --- | --------------------------------------------- |
| 16 лютого 2014 року | Гімн України. | Автор: Леся Микитин. Тривалість: 2,13 хв      |
| 16 лютого 2014 року | ЄвроМайдан Париж /EuroMaidan Paris/ ArtMaidan.                                                                                              | Автор: Леся Микитин. Тривалість: 2,30 хв      |
| 16 лютого 2014 року | ЄвроМайдан Париж /EuroMaidan Paris/ ArtMaidan.                                                                                              | Автор: Леся Микитин. Тривалість: 3,45 хв      |
| 2015 року           | Україна в серці, де б ми не були. Париж. Сліпак Василь. Гімн України.                                                                       | Автор: Леся Микитин. Тривалість: 2,07 хв      |
| 22 лютого 2015 року | Париж, пл. Республіки. Українці Франції вшанували пам'ять Героїв Майдану.                                                                   | Автор: Volodymyr Shpinov. Тривалість: 8.36 хв |
| 28 лютого 2016 року | Париж. Участь у мітингу на знак протесту проти російської агресії в Україні та з нагоди другої річниці анексії Криму Російською Федерацією. | Автор: Natalia Kochubey. Тривалість: 8.47 хв  |

#### Репортажі
| Рік                  | Подія                                                            | Примітки                                              | |
| -------------------- | ---------------------------------------------------------------- | ----------------------------------------------------- | --- |
| 1990 рік             | Львівська державна академічна хорова капела «Дударик» у Канаді.  |                                                       | Автор: Тарас Кулешнюк. Частина 1. Тривалість 2.46.22.хв Частина 2. Тривалість 3.01.35 хв |
| жовтень 2011 року    | Міжнародний оперний конкурс Armel (Угорщина).                    | Канал DUNA-HD (угорською мовою).                      | Фестивальні будні, підсумовування. Тривалість 36.20 хв (угор.) |
| 16 жовтня 2011 року  | Міжнародний оперний конкурс Armel (Угорщина).                    | Канал DUNA-HD (угорською мовою).                      | Підбивання підсумків фестивалю, нагородження переможців. Тривалість 24.32 хв (угор.) |
| листопад 2014 року   | Фестиваль «Слова, ноти й голоси» (Франція).                      | Канал Ville du Perreux-sur-Marne (французькою мовою). | Нотатки з фестивалю. Тривалість 11.59 хв (фр.) з хв 9.57. |
| 19 вересня 2015 року | УПЦ КП нагородила медалями 35 військових та волонтерів.          | 5 канал.                                              | Медалями «За жертовність і любов до України» нагородила Українська православна церква Київського патріархату 35 військовослужбовців і волонтерів. Останні отримали найбільше нагород. Медалі вручили не лише вітчизняним, а й волонтерам з-за кордону. Тривалість 1,28 хв |
| 10 січня 2016 року   | Лисичка-шахрайка: лірична й цифрова. Інтерв'ю Луїзи Моаті.       | WEB TV NANTERRE (Франція).                            | Презентація опери «Лисичка-шахрайка». Тривалість 2,38 хв (фр.) |
| 14 березня 2016 року | Українці за кордоном: Василь Сліпак — оперний співак і волонтер. | UA: Перший. First Ukraine                             | Тривалість 2,44 хв |

### Аудіозаписи
- серенади Мефістофеля[498]
- «П'єро мертвопетлює». Камерна кантата.[499]
- «П'єро мертвопетлює». Камерна кантата.[500]
- Месія (ораторія) Георга Фрідріха Генделя[501]
- арія Мефістофеля з опери «Фауст» Шарля Гуно[501]
- арія Лепорелло з опери «Дон Жуан» Вольфганга Амадея Моцарта[501]

### Радіопередачі
| Рік          | Назва передачі | Примітки |
| ------------ | -------------- | --- |
| травень 2016 | Проект «НАШІ». | Радіо «Львівська хвиля». Про відомих у світі українців, які творили і творять історію. Оперний співак Василь Сліпак. Ведучий: Артур Бобрик. Тривалість 3.12 хв |

### Фотоархів
| Рік  | Подія | Примітки |
| ---- | --- | --- |
| 1994 | 10 Міжнародний конкурс «Гран-Прі France Telecom» (1994) у м. Клермон-Ферран (Франція). | Vaszil Szlipak ukrán operaénekes az Armel Operaverseny és Fesztiválon. Fotó: Frank Yvette Vaszil Szlipak ukrán operaénekes az Armel Operaverseny és Fesztiválon.              |
| 2008 | Концерт «Сторінки камерної музики» за творами композитора Юлія Гальперіна, 5 червня 2008 року у рамках конференції, присвяченої Міжнародному проекту публікації енциклопедії ЮНЕСКО «Нанонауки і нанотехнології». | Фото: Владімір Секлєтов. 05.06.2008 р. Conférence consacrée au projet international de la publication de l'encyclopédie de l'UNESCO «La nanoscience et les nanotechnologies». |
| 2011 | Головна партія в опері Віктора Ульманна «Атлантіс» («Імператор Атлантиди»). Національний театр м. Сегеда (Угорщина).                                                                                              | Fotó: Kelemen József.10.10.2011 р. Szlipak ukrán operaénekes az Armel Operaverseny és Fesztiválon.[недоступне посилання з липня 2019]                                         |
| 2011 | Партії Командора, Мазетто. «Дон Жуан». Вольфґанґ Амадей Моцарт. Артпроєкт компанії «Ніагара». (Франція). | Фото: компанія «Ніагара».07.11.2011 р. Photos du spectacle 2011[недоступне посилання з липня 2019]                                                                            |
| 2015 | Церемонія нагородження медалями «За жертовність та любов до України». Свято Михайлівський Собор у Києві. | Фото: Тетяна Барвінська.15.09.2015 р.На Донбасі загинув Василь Сліпак. — 29 червня 2016 р.                                                                                    |

## Вшанування пам'яті
З метою вшанування пам'яті Василя Сліпака створено Міжнародну некомерційну благочинну організацію «Фундація Василя Сліпака». Виконавчий директор Сліпак Орест Ярославович.
НБУ випустило монету на честь Героя України Василя Сліпака. Офіційна дата введення в обіг – 21 червня 2021 року.

## Електронні ресурси
- Коменда О. І. Камерна кантата в українській музиці 2-ї пол. XX ст. Основні напрямки і тенденції розвитку жанру / О. І. Коменда // Проблеми педагогічних технологій. — 2006. — С. 22-26. — Режим доступу:
- Діміняца О. Гротеск у камерній кантаті «П'єро мертвопетлює» О.Казаренка [Текст] / Оксана Діміняца // Музична україністика: сучасний вимір / ІМФЄ ім. М. Т. Рильського; Гордійчук М., про н ього. — К. : ІМФЄ ім. М. Т. Рильського, 2011. — С.244-250.
- Коменда О. І. Жанрово-інтонаційні джерела тематизму камерної кантати Олександра Козаренка «П'єро мертвопетлює» [Електронний ресурс] / О. І. Коменда // Українська культура: минуле, сучасне, шляхи розвитку. — 2012. — Вип. 18(1). — С. 162—165. — Режим доступу:
- Коменда О. І. Рання творчість Олександра Козаренка: початок формування індивідуальності композитора і піаніста [Електронний ресурс] / О. І. Коменда // Українська культура: минуле, сучасне, шляхи розвитку. — 2013. — Вип. 19(1). — С. 197—204. — Режим доступу:
- Берегова О. Інтегративні процеси в музичній культурі України XX—XXI століть: монографія / Олена Берегова. — К.: Інститут культурології НАМ України, 2013. — 232 с. — Бібліогр.: с. 223—230. ISBN 978-966-2241-34-1. УДК 78.03(477)"21-22" ББК 85.313(4Укр). Режим доступу:
- Галаджун М. Модифікація образу П'єро у циклічних вокальних творах А. Шонбрега та О. Козаренка [Електронний ресурс] / М. Галаджун // Київське музикознавство. — 2014. — Вип. 49. — С. 38-46. — Режим доступу:
- Коменда О. І. «„П'єро“ подарував мені Київ, а „Дон-Жуана“ вже Львів…»: ескіз творчого портрету Олександра Козаренка / О. І. Коменда // Музикознавчі студії Інституту мистецтв СНУ імені Лесі Українки та НМАУ ім. П.Чайковського. ‒ 2014. — Вип.13. — С. 12–38. — Режим доступу:
- Чекан Ю. Музичний світ Олександра Козаренка (про індивідуальний вимір інтонаційного образу світу у камерній творчості 90-х років) [Текст] / Ю. Чекан // FESTSCHRIFT кафедри історії музики етносів та музичної критики Національної музичної академії України ім. П. І. Чайковського / НМАУ ім. П. І. Чайковського; Каф-ра історії музики етносів та музичної критики НМАУ ім. П. І. Чайковського. — Ніжин: Вид. ПП Лисенко М. М., 2014. — С.189-198. — С.195.
- Українська музична енциклопедія. Т. 5 / Гол. редкол. Г. Скрипник; Національна Академія Наук України; Інститут мистецтвознавства, фольклористики та етнології ім. М. Т. Рильського. — К.: Видавництво Інституту мистецтвознавства, фольклористики та етнології НАН України, 2018. — 536 c. : ил. Т. 5 [ПАВАНА — «POLIКАРП»]. ISBN 978-966-02-8371-8 (Т.5). ББК 85. 313 (4 УКР) я У 45. Режим доступу:  — С.14.